# فاعل
| أنواع الفاعل | أنواع الفاعل                                                                        | أنواع الفاعل                                 |
| الاسم الظاهر | الاسم الظاهر                                                                        | الاسم الظاهر                                 |
| النوع (من حيث العدد)                                                                                            | علامة الإعراب                                                                       | مثال                                         |
| --- | ----------------------------------------------------------------------------------- | -------------------------------------------- |
| مفرد | الضمة (علامة أصلية)                                                                 | ذَهَبَ أَحمَدُ                                     |
| مثنّىً | الألف (علامة فرعية)                                                                 | نَجَحَ الطَالِبَانِ                                 |
| جمع مذكر سالم                                                                                                   | الواو (علامة فرعية)                                                                 | اجتَهَدَ العَامِلُونَ                               |
| جمع مؤنث سالم                                                                                                   | الضمة (علامة أصلية)                                                                 | اجتَهَدَتِ العَامِلاتُ                              |
| جمع تكسير | الضمة (علامة أصلية)                                                                 | اجتَهَدَ العُمَّالُ                                 |
| الضمائر المستترة                                                                                                |                                                                                     |                                              |
| الضمير المستتر                                                                                                  | نوع الاستتار                                                                        | مثال                                         |
| الواحد الغائب                                                                                                   | جائز في معظم الحالات                                                                | الكَاتِبُ كَتَبَ                                   |
| الواحدة الغائبة                                                                                                 | جائز في معظم الحالات                                                                | الكَاتِبَةُ كَتَبَت                                 |
| الواحد المُخَاطَب                                                                                                  | واجب                                                                                | هَل سَتَحضُرُ الحَفلَ؟ (مضارع) اُحضُرِ الحَفلَ (أمر)     |
| المتكلم (المضارع فقط)                                                                                           | واجب                                                                                | سَأُغَادِرُ الآنَ                                  |
| الضمائر المتصلة                                                                                                 |                                                                                     |                                              |
| الضمير المتصل                                                                                                   | الاستعمال                                                                           | مثال                                         |
| تاء الفاعل | للمُتَكَلِّم الواحد أو للمخاطب الواحد                                                    | كَتَبتُ كِتَاباً (للمتكلم) كَتَبتَ كِتَاباً (للمخاطب)    |
| نون النسوة | للجمع المؤنث الغائب                                                                 | سَمِعنَ كَلَاماً                                   |
| واو الجماعة | للجمع المذكر الغائب                                                                 | استَمَعُوا إِلَى المِذيَاعِ                          |
| ألف الاثنين | للمثنى الغائب                                                                       | ذَهَبَا إِلَى العَمَلِ (مذكر) ذَهَبَتَا إِلى العمل (مؤنث) |
| ياء المخاطبة | للمخاطب المؤنث                                                                      | انتَبِهِي إِلَى الدَرسِ                             |
| نا المتكلِّمين | للمتكلِّمين (للمتكلم الجمع)                                                           | شَهِدنَا حَادِثاً                                  |
| الضمائر المنفصلة                                                                                                |                                                                                     |                                              |
| نوع الضمير المنفصل                                                                                              | ملاحظات                                                                             | مثال                                         |
| كُلُّ أنواع الضمائر المنفصلة. من الغائب والمتكلم والمخاطب إلى المفرد والمثنى والجمع إلى الضمائر المذكرة أو المؤنثة | يُشترط لكي يكون الفاعل ضميراً منفصلاً أن يقع عليه الحصر. والأشهر أن يُحصَرَ بواسطة «إِلَّا». | لَم يَنجَح إِلَّا أَنتَ                              |
| المصادر المؤولة                                                                                                 |                                                                                     |                                              |
| المصدر المؤول                                                                                                   | المصدر المؤول                                                                       | مثال                                         |
| أنَّ ومعموليها | أنَّ ومعموليها                                                                        | يُسعِدُنِي أَنَّكَ بِخَيرٍ                              |
| أَنْ والفعل المضارع                                                                                               | أَنْ والفعل المضارع                                                                   | يُرِيحُنِي أنْ يَنتَشِرَ الأَمنُ                        |
| ما والفعل الماضي                                                                                                | ما والفعل الماضي                                                                    | يُطرِبُنِي مَا قُلتَهُ مِن شِعرٍ                        |

الفاعل في اللغة العربية هو اسم مرفوع أو في محلِّ رفع تقدَّمه فعل تام مبني للمعلوم أو شبهه، فأُسنِدَ إليه الفعل.[ملاحظة:1] والفاعل في المعنى هو من قام بالفعل أي من فعله حقيقةً او من أسند إليه الفعل، مثل: «قرأَ الطالبُ».[إعراب:1] فالطالب هو من أحدث الفعل أي القراءة. وهو أيضاً من قام به الفعل أو من اقترن به أو نُسب إليه، بدون أن يكون هو من قام بالفعل أو أحدثه، مثل: «انكسرت الزجاجة» فالزجاجة لم تحدث الفعل وإنما الفعل وقع بها. وحتى يكتمل التعريف فهو أيضاً من يقوم بالفعل الآن، مثل: «يَقرَأُ الطَالِبُ». أو من سيقوم به في المستقبل، مثل: «سَيَقرَأُ الطالبُ». والفاعل هو الركن الثاني من أركان الجملة الفعلية، حيث يكوّن مع الفعل جملة كاملة الأركان. وليس من الضروري أنْ يأتي الفاعل بعد الفعل مباشرةً، فقد ينفصل عن فعله بأكثر من فاصل. والفاعل إمّا اسم صريح أو مؤول بالصريح. والرفع في الفاعل رفع ظاهريّ أو محليّ أو تقديريّ. ولا يأتي الفاعل مرفوعاً دائماً فقد يكون مجروراً لفظاً مرفوعاً محلّاً. ويُسَمَّى الفاعل مع فعله مبنياً للمعلوم، لأنَّ الفاعل عندها مذكور معروف في الذهن وبالتالي فهو معلوم، في مقابل الجمل المبنية للمجهول التي يُحذف فيها الفاعل ويصير مجهولاً. والفاعل يكون إمّا اسماً ظاهراً أو ضميراً متصلاً أو مستتراً ويأتي أيضاً مصدراً مؤولاً، وقليلاً ما يكون الفاعل جملة. ويمكن أن يُذَكَّر أو يُؤَنَّث أو أنْ يؤتى به مفرداً أو مثنّىً أو جمعَ مذكرٍ سالماً أو جمعَ مؤنثٍ سالماً أو جمع تكسير. ويكون الفاعل اسماً معرباً أو مبنياً، ويبنى عندما يكون ضميراً أو اسم إشارة أو اسماً موصولاً أو غيره من الأسماء المبنية.
يُرفَع الفاعل بالضمة الظاهرة على آخره، مثل: قَامَ الوَلَدُ، ويرفع بالألف إذا كان مثنىً، مثال: جَاءَ الرَّجُلَان، ويُرفَع بالواو إذا كان جمعَ مذكرٍ سالماً، مثال: صَلَّى المُؤمِنُون. العامل الأصلي في رفع الفاعل هو الفعل، وتتضمَّن العوامل الفرعية أسماء شابهت الفعل في عمله ودلالته على الحدث ولكنَّها خالفته في دون ذلك، لذا سُمِّيت أشباه الأفعال، وهي اسم الفعل والمصدر العامل واسم المصدر بالإضافة إلى مشتقات كاسم الفاعل والصفة المشبهة واسم التفضيل.
لا يجوز حذف الفاعل بشكل عام، وإذا لم يوجد في الجملة فهو على الأرجح ضمير مستتر على رأي الأغلبية، غير أنَّ هناك حالات خاصة نصَّ عليها النحاة في مؤلفاتهم يجوز فيها حذف الفاعل على وجه الوجوب أو الجواز. وأشهرها وأكثرها استعمالاً إذا بُنِي الفعل إلى المجهول فإنَّ الفاعل يحذف وجوباً، ويحلُّ محلَّه نائب الفاعل الذي هو في العادة المفعول به.
للفاعل ثلاثة أحكام هي:
1. لا يتقدم الفاعل على فعله، فلا يجوز أن يُقال في «قام أخوك» «أخوك قام»، ولكن يُقال «أخوك قام هو»، على اعتبار أن «هو» ضمير مستتر في محل رفع فاعل لقام، والجملة الفعلية في محل رفع خبر للمبتدأ «أخوك».
2. ولا يثنى الفعل مع الفاعل المثنى، ولا يجمع مع الفاعل الجمع، فلا يصح أن يُقال مثلاً: «جاءا الطالبان»، والأصح: «جاء الطالبان»، لأنه لا يصح أن يأخذ الفعل فاعلين: الأول هو ألف الاثنين، والثاني هو الطالبان. وما ينطبق على التثنية ينطبق على الجمع.
3. بصورة عامة إذا كان الفاعل مؤنثاً دخلت علامة التأنيث على الفعل، وإذا كان مذكراً امتنع دخولها. غير أنَّ هناك عوامل أخرى في تأنيث الفعل، مثل نوع تأنيث الفاعل من ناحية كونه حقيقياً أو مجازياً أو لفظياً، وكذلك موقعه في الجملة والفواصل التي تدخل بينه وبين فعله. وتشابه العوامل الأخرى الفعل من هذه الناحية، وفي معظم الأحيان تنطبق القواعد الخاصة بتأنيث الفعل على تأنيث أشباه الأفعال. أمَّا من ناحية الدلالة على العدد، فيظلُّ الفعل مفرداً مهما كان وضع الفاعل من حيث العدد، وينطبق هذا أيضاً على معظم العوامل الأخرى.

## التاريخ والاصطلاح
في اللغة «الفاعل» هو من يقوم بالفعل، ويعود استخدام مصطلح «الفاعل» إلى الفترة التي نشأ فيها علم النحو. وتذكر بعض الروايات أنَّ أول من تحدث عن الفاعل هو أبو الأسود الدؤلي، الذي يعدّه الكثيرون مؤسس النحو العربي، وتنْسُب إليه الروايات كذلك مصطلح «الفاعل»، حيث ذكر ابن سلام الجمحي في «طبقات فحول الشعراء» أنَّ أبا الأسود «وضع باب الفاعل والمفعول به والمضاف». وتذكر روايات أخرى أنَّ السبب الكامن وراء إفراده باباً عن الفاعل هو أنَّ غير العرب ممن احتكوا بالثقافة العربية بعد الفتوحات الإسلامية لم يكونوا قادرين على التمييز بين بعض الحروف العربية المتقاربة في النطق، ويستبعد نحاة معاصرون هذا التفسير فلا رابط بينه وبين صناعة باب الفاعل. ويستبعد بعضهم أيضاً الرأي القائل إنَّ أبا الأسود هو من وضع مصطلح «الفاعل»، ويفسّرون موقفهم بقولهم إنَّ النحاة المتأخرين عن أبي الأسود خلطوا بين مصطلحي «الضم» و«الفاعل»، حيث نسبوا كليهما إليه وهو لم يضع سوى الأول. ويعتقد محمد أسعد طلس باستحالة أن يتوصل أبو الأسود إلى مصطلحات متقدمة نسبياً مثل مصطلح الفاعل، في حين أن النحو في عصره كان لا يزال في شذراته الأولى. وتذكر الروايات أنَّ رجلاً من بني ليث أضاف إلى ما قد كتبه أبو الأسود عن الفاعل والمفعول به، حيث ذُكر في «طبقات النحويين البصريين» «أنَّ أبا الأسود لمَّا وضع باب الفاعل والمفعول زاد في ذلك الكتاب رجل من بني ليث أبواباً، ثم نظر فإذا في كلام العرب ما لا يدخل فيه أقصر عنه».
واستمر بعد ذلك تطور النحو باطراد، ولم يأتِ زمن الخليل ومن بعده سيبويه إلا وقد استقرَّ النحاة على مصطلح الفاعل واتضحت المفاهيم حوله واكتملت أبوابه، حيث تناول سيبويه موقع الفاعل في الجملة والتغييرات التي تطرأ على الفعل بتذكير الفاعل أو تأنيثه وتحدَّث أيضاً عن دخول حروف الجر الزائدة على الفاعل. إلا أنَّ سيبويه لم يتعمّق كثيراً في التفاصيل، ولم يربط أيضاً بين القليل الذي ذكره حيث نجد الحديث عن الفاعل مشتتاً موزعاً على أجزاء الكتاب، بل حتى أنَّ سيبويه أطلق مصطلح الفاعل على اسم كان وأخواتها.
وأول من عَرَّف الفاعل اصطلاحاً، ولم يكتفِ بالإشارة إليه عبر أمثلة أو ما شابهها، هو ابن السّرّاج الذي كتب عن الفاعل: «هو الذي بنيته على فعل تحدث به عنه»، فلمَّا لاحظ أنَّ التعريف السابق ينطبق أيضاً على المبتدأ ونائب الفاعل زاد فيه وجعله أكثر اختصاصاً بالفاعل من غيره، فكتب: «هو الذي بنيته على الفعل الذي بنيته على الفاعل، ويجعل الفعل حديثاً عنه مقدَّماً قبله، كان فاعلاً في الحقيقة أم لم يكن»، فهو بقوله «بنيته على الفاعل»، أي بنيت الفعل للمعلوم، يميز الفاعل عن نائب الفاعل، وعندما يُلزِمُ الفعل أن يكون مقدماً يمنع من أن ينطبق التعريف على المبتدأ. ومع ذلك فيظلُّ تعريف ابن السراج الاصطلاحي للفاعل قاصراً عن شمل فاعل الفعل الإنشائي، الذي لا يتحدث الفعل عنه ولكن يسند إليه، فجاء أبو علي الفارسي بعده بنصف قرن وأكمل النقصان الذي اعترى تعريفه، فأضاف إلى تعريفه بما معناه أنَّ الفاعل هو ما يُسند الفعل إليه.
ومن بعد ذلك سار النحاة على تعريف أبي علي الفارسي، ومنهم من غيَّر صياغته ولكن أبقى مضمونه على حاله، مثل ابن جني ومحمد بن القاسم الأنباري، ومنهم من نقل تعريفه بالنص، مثل عبد القاهر الجرجاني وابن الخشاب، ولم يضِف أحد شيئاً، وذلك إلى أن جاء الزمخشري بعد قرنين من الفارسي فأشار في تعريف الفاعل إلى أشباه الفعل التي تعمل فيه، غير أنَّ الزمخشري لم يفرق بين الفاعل ونائب الفاعل في التعريف، متأثراً بأفكار أستاذه الجرجاني. ومن بعد الزمخشري أخذ النحاة يضيفون مصطلح شبه الفعل إلى تعريف الفاعل. وأضاف إمام نحويِّي الأندلس أبو علي الشَّلَوْبِيْن الإشارة إلى أنَّ الفاعل ليس بالضرورة اسم ظاهر، بوصفه الفاعل أنَّه قد يكون «مُشبه»، أي الاسم غير الظاهر المشبه به. وأضاف ابن مالك في القرن السابع الهجري إضافتين إلى اصطلاح الفاعل، حيث أشار إلى أنَّ الفعل لا بدَّ أن يكون تاماً، ليستبعد بذلك الأفعال الناقصة التي لا ترفع فاعلاً، وأيضاً ألزم الفعل ألَّا يكون فارغاً لكي يخرج المبتدأ من دائرة التعريف. وبعض من النحاة لم يتقبل إضافات ابن مالك باعتبارها غير ضرورية لاعتبارات عدة.
يُسقِط النحاة أحياناً بعض بنود تعريف الفاعل، لا لأنَّهم يعارضونها بل لاعتقادهم أنَّها من أحكام الفاعل وصفاته، وليست من ذواته أو تعريفه الاصطلاحي. مثل عدم الإشارة إلى وجوب تقدُّم فعله، مع أنَّ معظم النحاة ينصون على ذلك في تعاريفهم، فقد يسقط هذا البند عند البعض.

## إعراب الفاعل

### الرفع
| إنَّما كان الفاعل رفعاً لأنَّه هو الفعل جملة يُحسن عليها السكوت، وتجب بها الفائدة للمخاطب. فالفاعل والفعل بمنزلة الابتداء والخبر، إذا قُلتَ: «قَامَ زَيدٌ» فهو بمنزلة قولك: «القَائِمُ زَيدٌ». وإنَّمَا كان الفاعل رفعاً والمفعول به نصباً، ليُعرَفَ الفاعل من المفعول به |
| —المبرد المقتضب (146/1) |

حُكم الفاعل الرفع دائماً عدا بضع حالات يُجَرُّ فيها لفظاً ويبقى مع ذلك مرفوع المحل. والرفع في الفاعل رفع ظاهري أو محلي أو تقديري. ويُرفع الفاعل بالعلامة الأصلية، أي يُرفع بالضمة أو التنوين المضموم، إذا كان اسماً ظاهراً مُفرداً أو جمع تكسير أو جمع مؤنث سالم. وفي المقابل فإنَّ هناك حالات يرفع فيها الفاعل بعلامات فرعية، فيرفع بالألف حينما يكون اسماً مثنىً، وبالواو إذا كان جمعَ مذكرٍ سالماً أو أحد الأسماء الخمسة.
يكتب المبرد أنَّ الفاعل إنما كان مرفوعاً لأنه هو والفعل يُشَكِّلان جملة مكتملة المعنى يصحّ الوقوف عندها، ويعقد مقارنة بين الفاعل وفعله وبين المبتدأ وخبره من ناحية السبب الكامن وراء رفع كلٍّ منهما. وذهب كثير من النحاة إلى أنَّ الرفع في أصله مختصٌّ بالفاعل فقط، وكلّ المرفوعات الأخرى ملحقة به من هذه الناحية. وقد أجمع معظم النحاة أنَّ الفاعل كان مرفوعاً لأنَّ الرفع في أصله هو علم الإسناد، أي أنَّ إسناد الفعل إلى الفاعل وحاجة الفاعل إلى مسند إليه هي العلة والمُوجب في رفعه، وكتب سيبويه بما معناه هذا، وكذلك يوافقه ابن كيسان، والزجاجي. ويرى البعض أنَّ مشابهة الفاعل للمبتدأ هي العلة في رفعه، بينما يذهب البعض إلى أنَّ السبب في رفع الفاعل هو للتمييز بينه وبين المفعول به المنصوب. ووضعت كذلك عدة تفسيرات مختلفة، استندت إلى المنطق وإعمال العقل المجرَّد بدون الإتيان بأي أدلة أو براهين موضوعية، بل بالاعتماد على تنبؤات وتكهنات حدسية غير أكيدة، ومنها مثلاً أنَّ الفاعل أقوى أو أسبق من غيره من معمولات الفعل ولذا كان له الرفع، لأنَّ الرفع أقوى وأثقل من النصب والجر، ووضع أبو البركات الأنباري خمسة أوجه من مثل هذه يُفسِّر فيها سبب رفع الفاعل.

### جرَّه لفظاً
الفاعل لا يكون دائماً مرفوعاً فقد يُجَرُّ لفظاً ولكنه محلاً يبقى مرفوعاً، وذلك إذا سبقه عامل جرّ زائد أو كان في موضع مضاف إليه. والفاعل في هذه الحالة كما هو دائماً مرفوع المحل، إلَّا أنَّه مشغول الآخر بحركة حرف الجر الزائد أو الإضافة، وتُقدّر هذه الحركة حتى على آخر الاسم المبني إذا كان فاعلاً في هذا الموضع. ويجوز في هذه الحالة لتابع الفاعل أن يُجر باعتبار أنَّ اللفظ الذي يتبعه مجرور، ويجوز له أن يرفع باعتبار اللفظ مرفوع المحل، سواءٌ كان هذا التابع صفةً أو معطوفاً أو بدلاً أو غيره، وسواء كان العامل فعلاً أو مصدراً أو غيره، فيقال مثلاً: «أَعجِب بِالعُمَّالِ المُجتَهِدِين» أو «المجتهدون».[ملاحظة:2] ويُجرُّ الفاعل وجوباً في موضع واحد فقط، وذلك في التعجب على صيغة «أفعل به»، مثل: «أَجمِل بِالسَّمَاءِ» وأصل الجملة قبل زيادة حرف الجر: «جَمُلَتِ السَّمَاءُ». فتكون زيادة حرف الجر «الباء» هنا واجبة ولا يصحّ التعجب بدونها، و«السماء» في الجملة السابقة اسم مجرور لفظاً مرفوع محلاً على الفاعلية. أمَّا المواضع المتبقية فيجر فيها الفاعل على الجواز لا على الوجوب. وقد يجر الفاعل لفظاً على الجواز إذا سبقه إحدى حروف الجر الزائدة هذه: «من، الباء، اللام». ويشترط لإمكانية جر الفاعل بحرف الجر الزائد «من» شرطان اثنان، فيشترط أن تُبدأَ الجملة بنفي أو استفهام على أن يكون الاستفهام أداته «هل»، والشرط الآخر أن يكون الفاعل نكرة فلا يصح الجر إن كان معرفة، مثل: «مَا نَجَحَ مِن أَحَدٍ غَيرِي فِي الاِمتِحَانِ» أو «هَل فَشِلَ مِن طَالِبٍ فِي الاِمتِحَانِ».[إعراب:2] وقد يجر الفاعل إذا سُبق بحرف الجر الزائد «الباء»، مثل: «وَكَفَى بِاللهِ شَهِيداً» حيث «اللهِ» مجرور لفظاً بالباء. ويشترط في ذلك أنْ يكون الفعل هو «كفى» الذي يأتي بمعنى حَسبُ أو يَكفِي، ويشترط أيضاً أن يكون الفعل «كفى» لازماً فإن كان متعدياً، وهو يتعدى إلى مفعولين، لم يصح جر الفاعل. إضافة إلى زيادته وجوباً على فاعل فعل التعجب من صيغة «أفعل به». أما حرف الجر الثالث «اللام»، فاشتهر سماعه قبل الفاعل لاسم الفعل «هيهات»، مثل: «هَيهَاتَ لِمَا تُوعَدُون».
| قضينا عمرنا ونحن نظن عجائب الدنيا - كما عُلِّمنا - سبعاً. حتى إذا قرأنا في كتب الصناعة أنَّ الفاعل يكون مجروراً، علمنا عند ذلك يقيناً أنَّها ثمان. |
| —يوسف الصيداوي يتهكم على فكرة كون الفاعل مجروراً الكفاف، ص. 870                                                                           |

ولا يجر الفاعل لفظاً بحروف الجر الزائدة فقط، فقد يجر أيضاً بالإضافة، حيث تكثر إضافة المصدر العامل واسم المصدر إلى الفاعل بعدهما، مثل: «تَعلِيمُ المُعَلِّمِ الطِفلَ يَنفَعُهُ».[إعراب:3] حيث «المُعَلِّمِ» اسم مجرور لفظاً بالإضافة مرفوع محلّاً على الفاعلية، حيث أُضيف إليه المصدر «تَعلِيمُ». وأصل الجملة: «تَعلِيمٌ المُعَلِّمُ الطِفلَ يَنفَعُهُ». وقد يُجَرُّ الفاعل بإضافة الصفة المشبهة إليه، مثل: «الرَجُلُ جَمِيلُ الكَلَامِ» حيث أُضيف إلى «الكَلَامِ» الصفة المشبهة بالفعل «جَمِيلٌ»، فيعرب مضاف إليه مجرور لفظاً مرفوع محلاً باعتباره فاعلاً، وتقدير الجملة: «الرَجُلُ جَمِيلٌ كَلَامُِهُ».
في الاستخدام المعاصر للعربية الفصيحة، ظهرت عدة تعابير تدخل فيها حروف الجر الزائدة على الفاعل في غير المواضع التي تشير إليها كتب النحو. ويكثر دخول حروف الجر الزائدة خطأً على المصدر المؤول الواقع في محلِّ رفع فاعل، فيقال مثلاً: «تَبَيَّنَ بأنَّ الرَجُلَ صَادِقٌ» أو «يُدَمِّرُ الحَيَاةَ بِأَنْ تَقُومَ الحَربُ» والصحيح ذكر المصدر المؤول بغير سبقه بحرف جر. ويقال أيضاً: «انضَمَّ الأصدِقاء إلى بعضهم البعض» والأصح: «انضَمَّ بعض الأصدِقاء إلى بعض». ويقال أيضاً: «يَقتَضِي أو يَنبَغِي لِلتِرحَالِ أنْ تَتَعَلَّمَ الصَبرَ» فالأصل رفع «التِرحَالِ» على الفاعلية، ودخول حرف الجر الزائد هنا غير فصيح ولا هو معروف عن العرب، وناتج من الأساس عن سوء فهم لمعنى الجملة، فقد يتوهم المرء أنَّ المصدر المؤول هو الفاعل، وهذا خطأ لأنَّ الترحال هو الذي اقتضى ضرورة تعلم الصبر فهو الذي قام بالفعل، لذا فيجب أن يقال: «يَقتَضِي التِرحَالُ أنْ تَتَعَلَّمَ الصَبرَ». ومن التعبيرات الشائعة والخاطئة أيضاً أن يقال: «نَتَجَ عَنِ الزلزالِ تَدمِيرَ منازلٍ» والأصح القول: «نَتَجَ الزلزالُ تَدمِيرَ منازلٍ». ويكثر أيضاً دخول حرف الجر خطأً على فاعل المصدر، فيفصل بينه وبين المصدر الذي عمل على رفعه، فيقال على سبيل المثال: «يُسمَعُ الإِنشَادُ مِنَ التَلامِيذِ فِي الصَبَاحِ». والأصح أن يقال: «يُسمَعُ إِنشَادُ التَلامِيذِ فِي الصَبَاحِ». وهذه التعبيرات الخاطئة يصفها محمود عمار أنَّها «من أفحش» المواضع التي يُخطَأُ فيها استعمال حروف الجر، لأنَّها تفصل بين ركنين رئيسيين في الجملة الفعلية.

## العامل في رفع الفاعل
يُقصد بعامل الفاعل ما يُرفَع الفاعل به. وما يرفع الفاعل هو واحد من تسعة عوامل، والفعل هو العامل الأصلي بينهم حيث يرفع الفاعل ويسند إليه. غير أن أسماء تتضمن معنى الفعل بإمكانها أيضاً أن ترفع فاعلاً فيسند إليها، وتسمى هذه أشباه الأفعال. وعندما تعمل الأسماء في الفاعل، فهي في العادة تكون مرفوعة على الابتداء، أي أنَّ الجملة التي تعمل فيها الأسماء في الفاعل هي جملة اسمية، حتى وإن كانت دلالتها على الفعلية. وهذه العوامل التسعة مجموعة في النقاط:
1. الفعل، مثل: «أَمسَكَ المُحَقِّقُ المُجرِمَ». ويُشتَرط للفعل كي يسند إلى الفاعل أن يكون تاماً، لأنَّ الأفعال الناقصة - مثل كان وأخواتها - تدخل على الجمل الاسمية وترفع اسماً لها لا فاعلاً. ويشترط أيضاً أن يكون الفعل مبنيّاً للمعلوم، لأنَّ الأفعال المبنية للمجهول ترفع نائب فاعل بعدها وليس فاعلاً.[42] ولهذا السبب فإنَّ الأفعال المبنية للمعلوم تُسَمَّى أحياناً الأفعال المبنية للفاعل، في مقابل الأفعال المبنية للمفعول والتي يُقصد بها المبنية للمجهول.[43] هناك صنف من الأفعال لا يحتاج إلى فاعل أو مسند إليه، تعرف بالأفعال المفردة، وهذه الأفعال لا تعمل في أي فاعل (انظر: الاستغناء عن الفاعل)
2. اسم الفعل، مثل: «هيهات المرض» حيث المرض فاعل. واسم الفعل كلمةٌ تُشَابِه الفعل في المعنى والعمل والدلالة على الحدث والزمن، غير أنها لا تتصرف ولا تقبل جميع علاماته، واسم الفعل قد يأتي بمعنى فعل ماض أو فعل مضارع أو فعل أمر.[44] وأسماء الأفعال في عملها قد تكون لازمة، أي تكتفي برفع الفاعل، وقد تكون متعدية، أي تتعدى ذلك لتنصب مفعولاً به.[45] ويشابه اسم الفعل الأفعال التي في معناه من ناحية التعدي واللزوم، وكذلك من ناحية إظهار الفاعل أو إضماره، فالأفعال التي تُضمِر الفاعل وجوباً، يأتي فاعل اسم الفعل الذي يقابلها في المعنى مضمراً وجوباً أيضاً، مثل: «صَه» فالفاعل في المثال السابق مضمر وجوباً، نظراً لأنَّ اسم الفعل جاء بمعنى الفعل «اسكُت» الذي فاعله مضمر وجوباً.[46]
3. اسم الفاعل: صيغة قياسية تدلُّ على من قام بالفعل أو من اتصف به على وجه الحدوث لا الثبوت، وتُصاغ من الثلاثي المجرد على وزن «فَاعِل»، ومن الثلاثي المزيد والرباعي والخماسي والسداسي على وزن المضارع المبني للمعلوم وبإضافة ميم مضمومة محل حرف المضارعة وكسر الحرف قبل الأخير.[47] مثل: «وَكَلْبُهُمْ بَاسِطٌ ذِرَاعَيْهِ» حيث «ذراعيه» مفعول به لاسم الفاعل «باسط»، والفاعل ضمير مستتر عائد على «كلبهم».
4. المصدر: والمصدر هو اسم يدل على الحدث المجرد، وهو يشابه الفعل من ناحية الدلالة على الحدث، ولكنه يختلف عنه في عدم تحديد زمن معين لوقوع الحدث، والمصدر هو أصل الفعل، ويعمل عمل فعله لأنَّه يتضمن كلَّ حروف فعله الأصلية.[48] مثل: «إِنشَادُ التَلَامِيذِ الأُغنِيَةَ كَانَ رائِعاً» حيث «التَلَامِيذُ» فاعل للمصدر «إِنشَادُ».
5. اسم المصدر: يُقصد باسم المصدر ما شابه مصدر الفعل في الدلالة على الحدث المجرد، ولكنَّه لم يشمل جميع حروف فعله الأصلية، واسم المصدر يشابه المصدر في العمل ويساويه في القواعد والأصول. ومن أسماء المصدر «وضوء» لأنَّ المصدر الأصلي لفعله «تَوَضَّأَ» هو «تَوَضّؤ»، ويعمل اسم المصدر مثل المصدر الأصلي: «تَوَضّؤُ الرَّّجُلِ للصَّلَاةِ مُهِمٌّ» أو «وُضُوءُ الرَّجُلِ للصَّلَاةِ مُهِمٌّ». حيث «الرَّجُلِ» في المثالين كليهما فاعل.
6. اسم التفضيل: هو في الأصل صفة مشتقة تأتي بالقياس على وزن «أَفعَل»، ولهذا يسمى اسم التفضيل أحياناً «أَفعَل التفضيل»، وتأتي هذه الصفة لتفضِّل أو ترجح شيئاً على آخر، بشرط أن يشتركا في معنىً ويزيد أحدهما على الآخر، مثل: «ابنِي أَذكَى مِن ابنَكَ». حيث «أَذكَى» اسم تفضيل، والفاعل أي المُفَضَّل ضمير مستتر عائد على «ابنِي».
7. الصفة المشبهة باسم الفاعل: هي صفة تشتق من مصدر الفعل اللازم، تشابه اسم الفاعل في المعنى.[49] كأن نقول: «رَأَيتُ حِصَاناً قَوِيّاً مَظهَرُهُ» حيث «مَظهَرُ» فاعل للصفة المشبهة «قَوِيّاً».
8. ما كان في معنى الصفة المشبهة باسم الفاعل: ويسمى أيضاً الجامد المؤول بالمشتق. وذلك من الأسماء الجامدة التي تحمل معنى صفة مشبهة، مثل: «الطعام علقم طعمه».
9. صيغ المبالغة: عند استخدام صيغة «فَاعِل» لغرض المبالغة والتكثير والتهويل تظهر هناك نسخ جديدة من هذه الصيغة تُعرف بمصطلح «صيغ المبالغة»، وهذه الصيغ تعمل مثل صيغة «فَاعِل» فترفع فاعلاً وتنصب مفعولاً به، وتنطبق عليها أحكام وثوابت اسم الفاعل. وهي خمس صيغ: «فَعَّالٌ»، «فَعُولٌ»، «مِفعَالٌ»، «فَعِيلٌ»، «فَعِلٌ».[50] مثل: «عَمَّارٌ كَذَّابٌ أخُوهُ» حيث «أخُوهُ» فاعل لصيغة المبالغة «كَذَّابٌ» على وزن «فَعَّالٌ».

يرى البعض أنَّ الجار والمجرور والظرف من عوامل رفع الفاعل، ويرى آخرون أنَّ شبه الجملة بشكل عام، والتي ستتضمن الظرف والمضاف إليه، من عوامل رفع الفاعل.

### عمل اسم الفاعل
يعمل اسم الفاعل عمل فعله ويرفع فاعلاً، واسم الفاعل هو أقوى العوامل بعد الفعل التي ترفع الفاعل، والسبب في ذلك هو مشابهته البالغة للفعل المضارع من ناحية المعنى واللفظ. وإذا اقترن اسم الفاعل بأل التعريف فهو يعمل في الفاعل بدون أي شروط، لأنَّه باقترانه بأل التعريف يؤول بالفعل، أي أنَّه أصبح بمنزلة الفعل وقوته في العمل، فلم يحتج إلى شروط أو مواضع بعينها حتى يرفع فاعلاً، مثل: «القابض على دينه كالقابض على الجمر» حيث «القابض» في الجملة السابقة اسم فاعل، وفاعله ضمير مستتر تقديره «هو». أما إذا لم يقترن بأل التعريف فيكون فاعله ضميراً مستتراً وجوباً، مثل: «كَاتِبُ الكِتَابَ أَبدَعَ فِيهِ». ولكي يرفع اسم الفاعل غير المقترن بأل التعريف فاعلاً ظاهراً وليس ضميراً مستتراً فلا بد من توفُّر هذه الشروط جميعها:
1. أن تكون دلالة اسم الفاعل على الحال أو الاستقبال أو الاستمرار. والسبب في ذلك يعود إلى أنَّ عمل اسم الفاعل إنما وُجِد لمشابهته الفعل المضارع في الدلالة على الحال والاستقبال، فلمَّا انعدم هذا التشابه ضعف عمل اسم الفاعل ولم يقدر على إظهار الفاعل.
2. شرط الاعتماد. ويقصد به أن يعتمد اسم الفاعل على ألفاظ تسبقه. ومن هذا أن يُسبق اسم الفاعل بنفي أو استفهام، مثل: «أَذَاهِبٌ أَنتَ إِلَى السُّوقِ» أو «مَا ذَاهِبٌ أَنتَ إِلَى السُّوقِ» حيث «ذَاهِبٌ» اسم فاعل سُبِقَ في المثال الأول بهمزة استفهام، وفي المثال الثاني بأداة النفي «مَا». والضمير المنفصل «أَنتَ» في المثالين في محلِّ رفع فاعل. وكذا يجوز إظهار فاعل اسم الفاعل إذا كان اسم الفاعل خبراً لمبتدأ مقدم عليه، مثل: «المَدرَسَةُ مُلقٍ مُدِيرُهَا خِطَاباً» حيث «مُدِيرُ» فاعل اسم الفاعل «مُلقٍ». وأيضاً إذا كان اسم الفاعل صفة، بحيث يكون معتمداً على الاسم الموصوف. ويجوز إظهار فاعل اسم الفاعل إذا كان حالاً معتمداً على صاحب الحال، مثل: «رَأَيتُ رَجُلاً كَاتِباً قَلَمُهُ جُملَةً».
3. يُشترط ألَّا يكون اسم الفاعل مصغراً. لأنَّ معناه بذلك سيتغير وستختفي العلة وراء عمله، أي أنَّه لن يشابه الفعل المضارع، وذلك لأنَّ التصغير من خصائص الأسماء فقط.
4. لا يجب أن يكون اسم الفاعل موصوفاً. لأنَّ الصفة ستفصل بينه وبين معموله، وبالتالي تضعف عمله.

أجمع النحاة باختلاف مذاهبهم وآرائهم على منع إضافة اسم الفاعل إلى فاعله إذا كان اسم الفاعل مشتقاً من مصدر فعل متعد لمفعول واحد، أمَّا إذا كان مشتقاً من مصدر فعل متعد إلى أكثر من مفعول، فذهب جمهور النحاة إلى منع الإضافة في جميع الحالات وتحت جميع الظروف، إلا أنَّ من النحاة من أجاز هذا تحت شروط معينة، وكان أبو علي قد أجاز هذا بشرط أن يُؤْمَنَ اللبس، ولا يهمُّ إذا ذُكرت جميع المفاعيل أو حذفت بعضها طالما الفعل بإمكانه أن يتعدى لأكثر من مفعول.
وتجدر الإشارة إلى أنَّ شروط وأحكام وثوابت عمل اسم الفاعل تنطبق أيضاً على صيغ المبالغة.

### عمل المصدر واسم المصدر
يعمل المصدر عمل فعله ليس لمشابهته بل لأنَّه أصل الفعل، ويتضمن حروفه ودلالته على الحدث، وهو إلى جانب رفع الفاعل ينصب مفعولاً إذا كان فعله متعدياً، وكذلك ينصب فضلات أخرى كالمفعول لأجله والمفعول المطلق والحال. غير أنَّ المصدر لا يرقى إلى مستوى الفعل في العمل، فهو بحاجة إلى توفر شروط حتى يقوى على رفع الفاعل. ويجوز في المصدر حذف الفاعل بدون إضماره، وهو ما لا يجوز في العوامل الأخرى من ضمنها الفعل. ولا بدَّ للمصدر كي يعمل توفُّر أحد الشرطين الآتيين:
1. أن يكون المصدر بدلاً من اللفظ بفعله، أي أن يكون نائباً عن فعله، مثل: «فَنَدلاً زريقُ المَالَ» حيث «نَدلاً» مصدر ناب عن فعله «نَدَلَ» بمعنى نهب أو اختلس، و«زريقُ» فاعل المصدر. ويكون هذا في الجمل الإنشائية التي تأتي لأغراض بلاغية كالأمر أو الدعاء.
2. أن يصح إحلال فعله مُسبقاً بأحد الأحرف المصدرية محلَّه، مثل: «مُسَاعَدَةُ الرَّجُلِ المُحتَاجَ كُرمٌ» حيث «مُسَاعَدَةُ» مصدر ميمي عمل عمل فعله «سَاعَدَ» وهو مضاف، و«الرَّجُلِ» مضاف إليه مجرور لفظاً مرفوع محلاً على الفاعلية. والسبب في عمل المصدر إمكانية إبدال المصدر في المثال السابق بفعله المسبوق بحرف النصب والتوكيد المصدري «أَنْ» على النحو التالي: «أَن يُسَاعِدَ الرَّجُلُ المُحتَاجَ كُرمٌ». ويصحُّ عمل المصدر كذلك إذا أمكن استبداله بفعله المسبوق بحرف «مَا» المصدري أو «أن» المخففة.

ليست جميع المصادر صالحة لأن تعمل عمل أفعالها، فهناك عدد من أنواع المصادر لا يعمل على الإطلاق. ولا يعمل من المصادر المصدر المؤكّد لعامله المذكور، غير أنَّه يعمل إذا ناب عن فعله. ولا المصدر المُبَيِّن للنوع، سوى في حالات نادرة. ولا المصدر المبيِّن للعدد. ولا المصدر المُصغَّر. ولا يعمل كذلك المصدر الذي أُاُريد به أثره المسموع فقط، بدون احتئاءه أي دلالة على الحدث. ويشترط لكي يعمل المصدر ألَّا ينعت قبل أن يكتمل عمله في الفاعل، بمعنى يجب تأخير نعته كيلا يفصل بين المصدر العامل ومعموله.
إذا أُضيف المصدر إلى فاعله كان الفاعل في موقع مضاف إليه مجرور باللفظ فقط، غير أنَّه محلّاً مرفوع باعتباره فاعلاً، وفي هذه الحالة فإنَّ المفعول به يكون منصوباً. أمَّا إذا أُضيف المصدر إلى المفعول به فيكون المفعول مجرور اللفظ منصوب المحل، بينما يبقى الفاعل مرفوع اللفظ والمحل. وقد يُضاف المصدر إلى الظرف فيؤدي هذا إلى رفع الفاعل ونصب المفعول لفظاً ومحلاً.
اسم المصدر يعمل نفس عمل المصدر في الفاعل وتحت نفس الشروط والثوابت.

### عمل الصفة المشبهة باسم الفاعل
تشابه الصفة المشبهة اسم الفاعل في عمله، وعلى الرغم من أنَّها لا تشابه الفعل المضارع في اللفظ والصياغة، فهي تشابهه من ناحية المعنى والدلالة على الاستمرار والثبات، غير أنَّها لا تشارك الفعل المضارع في دلالته على الحال والاستقبال. والصفة المشبهة لا تعمل إلا في الفاعل من حيث المعنى، فهي لا تنصب مفعولاً به أو غيره من المفاعيل والفضلات إلا بشروط معينة. ويكثر تحوُّل فاعل الصفة المشبهة إلى تمييز، كما قد يحدث أحياناً للفعل. وهي في الغالب، على عكس اسم الفاعل، تُضاف إلى فاعلها، فيكون مجروراً لفظاً مرفوعاً محلاً. ويُشترط للصفة المشبهة لكي تعمل في الفاعل ما يُشترط لاسم الفاعل. ويحدث أحياناً أن يأتيَ فاعلها منصوباً ومعرفاً بأل، وتعريفه في هذه الحالة يمنع من أن يكون تمييزاً، وفقاً لرأي نحاة البصرة، فالتمييز لا يمكن إلا أن يكون نكرة، فذهب النحاة إلى مقارنته بالمفعول به المعمول باسم الفاعل، فأطلقوا عليه شبه المفعول به. وإعراب معمول الصفة المشبهة يأتي على أربعة أوجه جميعها صحيحة في الوقت ذاته، فقد يكون فاعلاً مرفوعاً، أو تمييزاً أصلياً منصوباً، أو مضافاً إليه مجروراً، أو شبيهاً بالمفعول منصوباً.
إذا كان فاعل الصفة المشبهة غير مقترن بأل التعريف، فلا يجوز إضافة الصفة المشبهة المعرفة بأل التعريف إليه، فلا يقال: «المُوَظَّفُ الجَيِّدُ عَمَلِهِ»، بل يقال «المُوَظَّفُ الجَيِّدُ العَمَلِ».

### عمل اسم التفضيل
اسم التفضيل هو أضعف العوامل التي ترفع الفاعل، ويدلُّ على ذلك كثرة شروطه وعدم مقدرته على نصب مفعول به. وفاعل اسم التفضيل غالباً ما يكون ضميراً مستتراً، مثل: «مُحَمَّدٌ أَكرَمُ مِن صَالِحٍ»، حيث «أَكرَمُ» اسم تفضيل والفاعل ضمير مستتر تقديره «هُوَ» عائد على «مُحَمَّدٌ». ولا يرفع اسم التفضيل فاعلاً ظاهراً إلا إذا صلح وقوع فعل بمعناه موقعه، فإن لم يصلح لم يرفع اسم التفضيل فاعلاً، إلَّا في لغة ضعيفة مشكوكة. ويشترط لكي يعمل اسم التفضيل أن تتوافر ثلاثة شروط إن اختلَّ أحدها بَطُل عمله، وهذه الشروط هي:
1. أن يُسبق اسم التفضيل بأداة نفي أو ما شابهها.
2. أن يكون الفاعل أجنبياً.
3. أن يكون مفضلاً على نفسه.

## الإسناد إلى الفاعل

الصفحة 88 من شرح ابن يعيش لكتاب المفصل للزمخشري. يبدأ فيها الحديث عن الفاعل
انقر على الصورة للانتقال إلى ويكي مصدر لقراءة الملف

الأصل أن يسند إلى الفاعل فعل تام متصرف مبني للمعلوم، إلا أنَّ الفاعل قد يُسند إلى غير الفعل من العوامل التي ترفعه. وإسناد الفعل أو شبهه إلى الفاعل مهم، ولا يسمى الفاعل فاعلاً إِلَّا إذا أُسند الفعل إليه. لا يُسنَد الفعل أو شبه الفعل إِلّا إلى فاعل واحد فقط، أمَّا في جملة مثل: «جَاءَ صَالِحٌ ومُحَمَّدٌ» فحتى إذا كان الفعل مُتعلّقاً معنوياً بكليهما، إلَّا أنّه يسند إلى واحدٍ فقط، فيسند إلى اللفظ الأول والاسم الثاني يُعطف على الاسم الأول. وبعض النحاة يجعل الفعل مُسنَداً إلى المعنى المفهوم من مجموع المعطوف والمعطوف عليه. والأمر نفسه ينطبق على التوكيد، فإذا قيل: «جَاءَ مُحَمَّدٌ مُحَمَّدٌ» فإنَّ الفعل يُسند إلى الاسم الأول والثاني هو توكيد لفظي للاسم الأول. وينطبق أيضاً على البدل، فيقال: «جَاءَ مُحَمَّدٌ الَّذِي تَحَدَّثتَ عنهُ» بإسناد الفعل إلى «مُحَمَّدٌ» فقط، و«الَّذِي» بدل منه.
لا يُسنَدُ الفعل إلى الفاعل دائماً فقد يُسند في بعض الأحيان إلى غيره، ويُصبح غيره هذا الذي أُسنِدَ إليه الفعل هو الفاعل حتى وإن لم يكن فاعلاً في الواقع، فمثلاً قد يُسند الفعل المبني للمعلوم إلى المفعول به في المعنى، كقولنا: «رَضِيَتْ عِيشَتُهُ» فالأصل في قولنا هذا: «رَضِيَ الفَاعِلُ عِيشَتَهُ». حيث أُسند الفعل إلى المفعول به إسناداً معنوياً مجازياً بدلاً من الإسناد الأصلي إلى الفاعل، وذلك للمشابهة بين الفاعل والمفعول به في الجملة السابقة في تعلّق الفعل بهما. وقد يُسند الفعل أيضاً إلى المصدر بدلاً من الفاعل الحقيقي، فيصير المصدر فاعلاً، مثل: «جَدَّ جَدُّهُ» فالمقصود هو: «جَدَّ الفَاعِلُ جَدّاً» وذلك أيضاً للمشابهة بين الفاعل والمصدر من حيث تعلّق الفعل بهما. ويسند الفعل أيضاً إلى ظرف الزمان، مثل: «قَامَ لَيلُهُ» بمعنى: «قَامَ الفَاعِلُ لَيلَهُ» أي ظلَّ مستيقظاً ليلاً.
قد يرتبط الفاعل معنوياً بعاملين أو أكثر، إلَّا أنَّ عاملاً واحداً فقط يُسند إليه، وهذا كقولنا: «كَلَّمَنِي وأَخبَرَنِي صَالِحٌ» والنزاع هنا حول العامل في رفع «صَالِحٌ» على الفاعلية، فكلّ من الفعلين السابقين في موضع يسمح له أن يُسند إلى الفاعل. ففي حين يُفَضِّل البصريون إسناد الفعل الأخير لقُربه من الفاعل، فإنَّ الكوفيين يُعطون الفعل الأول أولوية الإسناد بحكم أسبقيته على غيره من الأفعال. ويرى نحاة آخرون أنَّ كُلاً من الأفعال السابقة تصلح أن تُسند إلى الفاعل، ولا يُفضل في ذلك بعضها على بعض. والفراء يجيز أن يُسنَد الفعلان كلاهما إلى الفاعل، فيصبح للفاعل عاملان. وإذا أُسند مثلاً الفعل الثاني إلى الاسم الظاهر، فإنَّ الفعل الأول حينها سيسند إلى ضمير مستتر مماثل للاسم الظاهر من ناحية العدد ومن ناحية التذكير والتأنيث. أمَّا إذا تَوسّط «صَالِحٌ» بينهما فيكون الفعل الأول هو المُسند إليه، أما الفعل الثاني فيُسند إلى ضمير مستتر عائد على الفاعل المتوسط. وإذا تقدَّم «صَالِحٌ» على الفعلين كليهما، فيسند الفعل الأول والثاني إلى ضمير مستتر عائد على «صَالِحٌ». وهذا على رأي البصريين.

## أنواع الفاعل
يأتي الفاعل في أربع صور، مع الاختلاف على الأقل في صورة واحدة. فقد يكون الفاعل اسماً ظاهراً، وهو الأصل ويكثر مجيؤه على هذه الصورة، سواء كان هذا الاسم مفرداً أو مثنّىً أو جمعاً، مثل: «تَكَلَّمَ الخَطِيبُ» أو «تَكَلَّمَ الخَطِيبَانِ» أو «تَكَلَّمَ الخُطَبَاءُ». ويأتي الفاعل أيضاً ضميراً، ويكون هذا الضمير مستتراً، مثل: «الخَطِيبُ تَكَلَّمَ»[إعراب:4] أو ضميراً بارزاً وفي أغلب الأحيان يكون متصلاً، مثل: «سَمِعتُ الصَّوتَ».[إعراب:5] والضمائر المتصلة التي يصحُّ أن تكون في محلِّ رفع فاعل هي: تاء الفاعل للمتكلِّم أو المخاطَب، نون النسوة، نَا الدالة على المتكلِّمين، واو الجماعة، ألف الاثنين، الياء للمخاطَب المؤنث. ويأتي كذلك ضميراً بارزاً منفصلاً، مثل: «مَا حَضَرَ إِلَّا هُوَ».[إعراب:6] ويجيء الفاعل مصدراً مؤولاً مسبوكاً من حرف مصدري وما تعلَّق به. والحروف المصدرية خمسة إلا أنَّ ثلاثاً فقط يُسبك منها مصدرٌ في محل رفع فاعل، وهي: ««أنْ» والفعل المضارع» و««مَا» والفعل الماضي» و««أنَّ» واسمها وخبرها»، مثل: «يُرِيحُنِي أنْ يَنتَشِرَ الأَمنُ»،[إعراب:7] أو «يُطرِبُنِي مِن شِعرٍ مَا قُلتَهُ »،[إعراب:8] أو «يُسعِدُنِي أَنَّكَ بِخَيرٍ».[إعراب:9] وعلى رأي بعض النحاة فإنَّ الحروف المصدرية ستة حروف، بإضافة همزة التسوية إلى الخمسة المتفق عليهم، والمصدر المسبوك من همزة التسوية بإمكانه أن يأتي في محل رفع فاعل، مثل: «سَوَاءٌ عَلَيهِم أَأَنذَرتَهُم أَم لَم تُنذِرهُم لَا يُؤمِنُون» حيث المصدر المؤول من «أَأَنذَرتَهُم أَم لَم تُنذِرهُم» وتقديره «إنذارك» في محل رفع فاعل لـ «سَوَاءٌ»، التي بمعنى اسم فاعل. ودائماً ما تأتي همزة التسوية بعد «سَوَاء»، وليس فقط في هذا المثال، وتلحقها كلمة «أَم». والبعض يرى أنَّ همزة التسوية لا يتكون منها مصدر مؤول في محل رفع فاعل، بل يكون في محلِّ رفع مبتدأ. أمَّا الحروف المصدرية الأخرى، وهي «كَي» و«لَو»، فلا يكون المصدر المؤول منها فاعلاً على الإطلاق. لأنَّ «كَي» يسبقها حرف الجر اللام، إما يسبقها ظاهراً أو مقدّراً، لذا فالمصدر المؤول منها اسم مجرور بحرف الجر. أمَّا «لَو» فيسبقها فعل، ظاهر أو مقدر أيضاً وتقديره: «يَودُّ»، لذا فالمصدر المؤول منها ينصب على المفعولية. ويكون الفاعل جملة، مثل: «وَتَبَيَّنَ لَكُم كَيفَ فَعَلنَا بِهِم». إلّا أنَّ هناك خلافاً حول هذه المسألة (انظر: الخلاف حول وقوع الفاعل جملة)
استتار الضمائر إمَّا يكون جائزاً أو واجباً. وفي العادة فإنَّ الضمير المفرد المسند إلى الواحد الغائب أو الواحدة الغائبة في الفعل الماضي والمضارع يكون استتاره جائزاً، وهذا عدا بضع حالات يوجب فيها استتاره، حيث يوجب استتار ضمير الغائب لفعل التعجب من صيغة «ما أفعله»، ويضاف إليه ضمائر الغائب لأفعال الاستثناء وهي: «خلا»، «عدا»، «حاشا»، فاستتاره فيها واجب أيضاً. ويعتقد سعيد الأفغاني بوجوب استتار ضمائر المفرد المتكلم والمفرد المخاطب في الفعل المضارع والفعل الأمر إلى جانب أسماء الأفعال. أمّا محمد النادري فيرى أنَّ فاعل الفعل المضارع يستتر وجوباً إذا أُسند إلى الواحد المخاطب أو إذا أُسند إلى المتكلم، سواء كان المتكلم مفرداً (أنا) أو جمعاً (نحن)، ويستتر وجوباً أيضاً فاعل فعل الأمر المسند إلى المفرد المخاطب فقط، وفاعل اسم الفعل المسند إلى المخاطب أو المتكلِّم. ويختصر ابن كمال باشا حالات وجوب استتار الفاعل في أربعة حالات، فيكتب أنَّ الفاعل يُضمر لزوماً في الأفعال على الصيغ الآتية: «أَفعَلُ» و«نَفعَلُ» للمتكلّم، و«تَفعَلُ» و«اِفعَلْ» للمخاطب.
بما أنَّ الزمخشري يرى أنَّ الفاعل ونائب الفاعل هما في الحقيقة الشيء نفسه، فيجوز بالنسبة له أن يكون الفاعل شبه جملة من الجار والمجرور، بحكم أنَّ نائب الفاعل يمكن أن يكون جاراً ومجروراً، مثل: «كُتِبَ عَلَى السَبُّورَةِ» حيث شبه الجملة «عَلَى السَبُّورَةِ» من الجار والمجرور في محلِّ رفع فاعل حسب رأيه. ويمكن أيضاً للسبب نفسه أن يكون الفاعل مصدراً مختصاً، مثل: «ضُرِبَ ضَربٌ مُبرِحٌ». أو ظرفاً مختصاً، مثل: «وجِدَ مَكَانٌ جَمِيلٌ». ويكون الفاعل مفعولاً في المعنى، مثل: «ضُرِبَ قِطٌّ» إذا افترضنا أنَّ أصل الجملة السابقة: «ضَرَبتُ قِطّاً». ونجد أيضاً أن نحاة مثل عبد القاهر الجرجاني، وابن يعيش، ومهدي المخزومي يأخذون بهذا الرأي، وعندهم نائب الفاعل هو فاعل اصطلاحاً ومفهوماً. ومن النحاة المعاصرين إبراهيم مصطفى.
إذا جاء المصدر المؤول من أنَّ واسمها وخبرها بعد «لو» فيكون عندها المصدر المؤول فاعلاً لفعل محذوف وجوباً تقديره «ثبتَ»، مثل: «لو أنَّ السَمَاءَ تُمطِرُ لَمَا جَفَّ الزَرعُ» وتقدير الجملة بعد إظهار الفعل المحذوف: «لَو ثَبَتَ إِمطَارُ السَمَاءِ» حيث المصدر «إِمطَارُ» المسبوك من أنَّ واسمها وخبرها فاعل «ثَبَتَ».

## حذف الفاعل
الأصل في اللغة العربية ألّا يُحذف شيء من الكلام، إلّا أنَّ جزءاً منه قد يخفى إذا ما ذُكر من قبل، وهو ما يسميه بعض النحاة «حذفاً». والمشهور أن حذف الفاعل ممنوع، إلا في مواضع خاصة تناولها النحاة. فيحذف الفاعل إذا سَبَقَ الحديث عنه ولم تقتضِ الحاجة إعادة ذكره، فيقال مثلاً: «جَاءَ» جواباً لمن يسأل: «هَل جَاءَ أَحمَدُ؟» فالملاحظ أنَّ الفاعل حُذِفَ لأنَّ الحديث بأكمله يدور حوله، فلم يعد هناك داع للإشارة إليه بحكم أنَّ هويته معروفة فعلاً بين المتحدثين، وتقدير الجملة قبل حذف الفاعل: «جَاءَ أَحمَدُ». وقد يحذف الفاعل إذا دلَّ عليه السياق، حتى وإنْ لم يسبق ذكره، مثل: «حَتَّى تَوَارَتْ بِالْحِجَابِ» بمعنى «حتى توارت الشمس بالحجاب». حيث عُرف الفاعل بالسياق الذي دلَّ عليه، بينما لم يسبق ذكر الشمس قبل هذه الآية. وهناك خلاف حول هذه المسألة، حول ما إذا كان الفاعل يُحذف، أي لا يوجد بتاتاً، أو أنَّه فقط يُضمر فيكون الفاعل في الجمل السابقة ضميراً مستتراً. ويستشهد القائلون بحذف الفاعل بحديث صحيح يُذكر فيه: «لا يزني الزّاني حين يزني وهو مؤمن، ولا يشرب الخمر حين يشربها وهو مؤمن» ويصرّحون أنَّ فاعل «يشرب» محذوف، إذ لا يمكن أن يكون ضميراً مستتراً عائداً على «الزاني» لاختلاف المعنى، وبدلاً من هذا يُقدّرون فاعلاً محذوفاً وهو «شارب».[ملاحظة:3] وقد أجاز حذف الفاعل كل من الكسائي والسهيلي وابن مضاء.
وفي المقابل، فإنَّ هناك من النحاة من يرفض حذف الفاعل عامةً، مع وجود استثناءات يُحذف فيها. ويكتب عبده الراجحي، أستاذ اللغة العربية بجامعتي الإسكندرية وبيروت، أنَّ «مِن أحكام الفاعل أنَّه لا يحذف، بل يستتر جوازاً أو وجوباً»، ويستدرك لاحقاً ويستثني حالة واحدة يوجب فيها حذف الفاعل، وهي عندما يُسند الفعل المضارع إلى واو الجماعة أو ياء المخاطبة مع دخول نون التوكيد عليه. ويمنع عباس حسن حذف الفاعل لأنَّه كما يقول جزء أساسي من الجملة. ويمنع محمد النادري حذف الفاعل، لأنَّه حسب قوله «عمدة لا بد منه ظاهراً أو مستتراً في الكلام». ويرى جرجي شاهين عطية أنَّ الفعل لا يمكن أن يوجد بدون الفاعل، فهما معاً كالكلمة الواحدة على حدِّ تعبيره، فإن لم يكن الفاعل ظاهراً فهو إذاً مستتر. ويشترط فؤاد نعمة وجود فاعل لأيِّ فعل مبني للمعلوم. ويجيز ابن كمال باشا حذف الفعل والفاعل إذا دَلَّت عليهما قرينة، إِلَّا أنَّه يمنع حذف الفاعل وحده دون حذف فعله.
ذهب جمهور النحاة إلى منع حذف الفاعل، مع وجود عدد من الاستثناءات يُحذف فيها الفاعل على وجه الوجوب أو الجواز، ويوجب حذف الفاعل أو يجوز حذفه في الحالات الآتية:
1. كثير من النحاة يجيزون حذف الفاعل بشرط حذف عامله معه، وذلك إذا دَلَّت عليهما قرينة، كأن يقال: «نَعَم» جواباً لمن يسأل: «هَل جَاءَ أَحمَدُ؟». فالأصل أنَّ «نَعَم» ترتبط إمَّا بجملة اسمية أو فعلية تلحقها، وتقدير الكلام قبل حذف الجملة الفعلية افتراضاً: «نَعَم، جَاءَ أحمَدُ» أمَّا إذا قلت كما في المثال السابق: «نَعَم، جَاءَ» فوفقاً لهذا الرأي، فأنت هنا ذكرت الفاعل إلا أنَّه هنا مضمر.[94] أمَّا الكسائي فيخالف هذا، فهو يجيز حذف الفاعل بدون حذف عامله، ويستشهد في إثبات صحة قوله بعدد من الآيات ومنها الآية 259 من سورة البقرة، التي يُذكر فيها: «فَلَمَّا تَبَيَّنَ لَهُ قَالَ أَعْلَمُ أَنَّ اللهَ عَلَىٰ كُلِّ شَيْءٍ قَدِيرٌ». ففاعل «تَبَيَّنَ» محذوف لديه، لأَنَّ إضماره سيؤدي إلى الإضمار قبل الذكر. ويوافقه فيما ذهب إليه كل من: ابن هشام، ابن الشجري، السهيلي، ابن مضاء. غير أنَّ الفراء يخالفه.[95]
2. ويُحذف الفاعل في أسلوب الاستثناء المفرع، فيقال: «مَا اجتَازَ البَابَ إِلَّا أَنتَ» حيث فاعل «اجتَازَ» محذوف تقديره «أحدٌ»، وتقدير الجملة بعد إظهار الفاعل المحذوف: «مَا اجتَازَ البَابَ أَحَدٌ إِلَّا أَنتَ». وهذا على رأي من يقول أنَّ «أَنتَ» هي في الأصل بدل من «أَحَدٌ».[96]
3. يُحذف الفاعل عندما يُسند الفعل المضارع إلى واو الجماعة أو ياء المخاطبة مع دخول نون التوكيد عليه، فيؤدي ذلك وجوباً إلى حذف الضمائر المُسند إليها الفعل، مثل: «لتنتصرُنَّ في المعركة» أو «لتدرِّسِنَّ يا مُعلمة»، وأصل الفعلين قبل حذف الفاعل واتصال نون التوكيد: «تَنتَصِرُونَ» و«تُدَرِّسِينَ».[33]
4. فاعل المصدر يُحذف جوازاً، مثل: «كِتَابَةٌ بِالقَلَمِ دَرساً وَاجِبَةٌ» حيث «دَرساً» مفعول للمصدر العامل عمل فعله «كِتَابَةٌ»، والفاعل محذوف لأنَّ المصدر لا يُضمَر فاعله، لكونه جامداً فهو لا يحتمل ضميراً مستتراً. غير أنَّ الأمر فيه خلاف، حيث يرى بعض النحاة المصدر اسماً جامداً مؤولاً بالمشتق، لذا فهو يحتمل ضميراً مستتراً، وبالتالي فإنَّ فاعله ليس محذوفاً.[96][97]
5. يرى بعض النحاة أنَّ فاعل الفعل المضارع المبدوء بالهمزة الدالة على المتكلم أو النون الدالة على المتكلمين محذوف، بينما يذهب غيرهم إلى أنَّه مُضمر. والمسألة نفسها في فعل الأمر الموجه إلى المخاطب المذكر الواحد، حيث يعتقد البعض بوجوب حذف الفاعل وآخرون يُضمِرُونهُ.[98]
6. إذا كان فعله مبنيّاً إلى المجهول. ويُحذف على وجه الوجوب.

### نائب الفاعل
عندما يُبنى الفعل إلى المجهول يُحذف الفاعل كما سبق، ويحلُّ المفعول به محلَّ الفاعل المحذوف، فيأخذ حكمه في الرفع ويماثله في كثير من الأحكام سواءٌ المتعلّقة بمطابقة عامله له من حيث التذكير والتأنيث أو غيرها من أحكام الفاعل. ولا يُبنى إلى المجهول غير الفعل الماضي والمضارع، أمَّا فعل الأمر فلا يُسند إلى نائب فاعل على الإطلاق. ولا ينوب عن الفاعل المفعول به فقط، فقد ينوب عنه ظرف متصرف مختص أو مصدر متصرف مختص أو شبه جملة من الجار والمجرور حرفها متصرف واسمها مختص. ويجوز لأشباه الفعل المبني للمجهول رفع نائب فاعل مثل الاسم المفعول أو الاسم المنسوب أو المصدر المسبوك من أنْ والفعل المضارع المبني للمجهول.
وردت بعض الأفعال عن العرب مبنية للمجهول دائماً ولا تبنى للمعلوم، ويجب الانتباه فإنَّ هذه الأفعال ترفع بعدها فاعلاً وليس نائب فاعل، ومن أشهر هذه الأفعال: عُنِيَ، زُهِيَ، فُلِجَ، حُمَّ، سُلَّ، جُنَّ، غُمَّ، أُغْمِيَ، شُدِهَ، امْتُقِعَ، انْتُقِعَ، هُزِلَ، دُهِشَ، شُغِفَ به، أُوْلِعَ به، أُهْتِرَ به، اُسْتُهْتِرَ به، أُغْرِيَ به، أُغْرِمَ به، أُهْرِعَ، نُتِجَ. ويسلك المضارع مسلكها، فلا يرفع نائب فاعل وإنما فاعل، مثل: يُهْرَعُ، يُعْنَى، يُوْلَعُ، يُسْتَهْتَرُ. ويعتبر النحاة هذه الأفعال مبنية للمجهول في اللفظ لا في المعنى. وفي المقابل فإن هناك من النحاة من ينكر وجود مثل هذه الأفعال، وأشهرهم ابن درستويه وابن بري ويوافقهم الرأي عباس حسن.

### أغراض حذف الفاعل
متى ما بُني الفعل إلى المجهول وحُذِف الفاعل وحلّ محلّه نائبه، لا يجوز بعدها أن يُذكر الفاعل في الجملة أو أن يؤتى بما يدلُّ عليه، فلا يُقال مثلاً: «نُفِّذَت الخطة من قبل الحكومة» فهنا حُذف الفاعل ومن ثم ذكر ما يدلُّ عليه، فالفاعل إنما يُحذف لغرض ما فذكر ما يدلُّ عليه لاحقاً مناف لذلك. وإذا اقتضت الحاجة ذكر الفاعل فلا يُحذف في بداية الجملة، ويمكن صياغة العبارة بصورة صحيحة على النحو: «نَفَّذَت الحكومةُ الخطّة».[ملاحظة:4] والأغراض التي تدعو المتكلّم إلى حذف الفاعل كثيرة جدّاً، ويمكن ردّها إلى نوعين: أغراض لفظية، وأخرى معنوية. وهذه الأغراض لا تهمُّ النحاة كثيراً، فهي لا ترتبط بعلم النحو بصورة مباشرة، بقدر ما لها من ارتباط وأهمية في مباحث علم البلاغة. والأغراض اللفظية منها مثلاً رغبة المتكلم في الإيجاز والاختصار في العبارة، مثل: «عندما اجتَهَد العامل رُقِّيَ». وقد يحذف الفاعل أيضاً للمماثلة بين حركات آخر الكلمات لتوحيد السجع في الكلام المنثور، مثل: «من حَسُنَ عمله، عُرِفَ فضله» أو مثل «من طابت سريرته، حمدت سيرته». وكذلك للضرورة الشعرية كالمحافظة على النظم ووزن البيت الشعري. وقد يحذف الفاعل الذي يناب عنه لأغراض معنوية، وهي أكثر تنوعاً وتعدداً من الأغراض اللفظية. ومن الأغراض المعنوية المتكررة الشائعة:
- الجهل به. فيحذف الفاعل من الجملة عندما يكون مجهولاً، ويحلّ محله نائب الفاعل. مثل: «سُرِقَ المال»، في حالة ما إذا كان السارق مجهولاً للمتكلّم ولكنَّ آثاره أو أفعاله معلومة.
- العلم به. فإذا كان الفاعل معلوماً لدى ذهن المتكلم ومن يكلّمه فلا تقتضي الحاجة ذكره ويحذف لذلك. مثل: ﴿خُلِقَ الْإِنْسَانُ مِنْ عَجَلٍ سَأُرِيكُمْ آيَاتِي فَلَا تَسْتَعْجِلُونِ ۝٣٧﴾ [الأنبياء:37]. ففي الآية السابقة، لم تقتضِ الحاجة التذكير بأن الله هو خالق الإنسان، بافتراض أن تلك حقيقة معلومة. فُحذف الفاعل، ويقدّر لفظ الجلالة «الله»، وحلّ محله «الإنسان» وهو المفعول به.
- الخوف منه أو الخوف عليه. إذا كان ذكر الفاعل يعتبر بوجه من الأوجه تعدياً عليه، فيحذف الفاعل للخوف منه. مثل: «قُتِلَ الرجل»، فلا يذكر القاتل - إذا كان معلوماً - خوفاً من سطوته أو أذاه، وفي الجملة السابقة ناب عنه المفعول به. وكذلك من الممكن أن يحذف الفاعل في الجملة نفسها لغرض إخفاء القاتل خوفاً عليه أو حفاظاً على مصلحته الشخصية كيلا يُعاقب أو يُسجن مثلاً.
- حذف الفاعل لقصد إبهامه. عندما لا يريد المتكلّم إظهاره، مثل: «تُصُدِّقَ على مسكين» فيُخفى المتصدق لأسباب أخلاقية أو دينية، أو «أُهِيْنَ مُتَكَبِّرٌ» فيقصد إبهامه لغرض التواضع أو لأغراض أخرى.
- تعظيم الفاعل أو تحقيره. ففي السياق الذي يُصبح ذكر الفاعل فيه انتقاص من قدره، يحذف الفاعل تعظيماً لشأنه وصيانة له. مثل: «خُلِقَ الخنزير»، فيحذف اسم «الله» من الجملة السابقة تعظيماً للخالق. وكذلك قد يُحذف الفاعل لغرض تحقيره بإهماله وتصغير شأنه، كالقول: «نُظِّفَ الشارعُ» تحقيراً لمن يُنظّفه. ويجب لفت الانتباه إلى أنَّ تعظيم الفاعل يكون بحذفه في مواضع ولكنه قد يكون في مواضع أخرى بذكره، مثل الآية: «أَتُرِيدُونَ أَنْ تَهْدُوا مَنْ أَضَلَّ اللهُ» فالغرض وراء ذكر الله الإيحاء بعدم قدرة أحد على تغيير إرادته، وفي هذا تعظيماً له. وعموماً، فإنَّ التعبير القرآني مثال جيّد على حذف الفاعل أو الامتناع عن حذفه لتعظيمه، فنجد عند ذكر النِعم والخير أنَّ الفاعل - الله - عادة ما يُذكر، وفي المقابل فعند الحديث عن الشرور عادة ما يُبنى الفعل إلى المجهول ويحذف الفاعل، تنزيهاً للإله عنها.
- إذا كان ذكره لا يفيد شيئاً. وذلك عندما لا يكون الفاعل محور الحديث ولا طرفاً أو عاملاًَ مهمّاً فيه ولا غرض يتعلّق به، فعندها ذكر الفاعل أو تجاهله لا يغيّر أو يؤثّر شيئاً، وذلك لأن ذهن المتكلّم والمخاطب موجّه إلى غيره. مثل: «أُعْلِنَتْ نَتَائِجُ الانتخابات البرلمانية، وفاز حزب العدالة والتنمية بأكبر تمثيل فيها»، فالخبر الرئيس في الجملة السابقة هو فوزُ حزبٍ محدَّدٍ في انتخابات برلمانية، ولا يهمُّ - في الجملة السابقة - من هي الجهة التي أصدرت هذه النتائج. وأيضاً مثل: ﴿يَا أَيُّهَا الَّذِينَ آمَنُوا إِذَا قِيلَ لَكُمْ تَفَسَّحُوا فِي الْمَجَالِسِ فَافْسَحُوا يَفْسَحِ اللَّهُ لَكُمْ وَإِذَا قِيلَ انْشُزُوا فَانْشُزُوا يَرْفَعِ اللَّهُ الَّذِينَ آمَنُوا مِنْكُمْ وَالَّذِينَ أُوتُوا الْعِلْمَ دَرَجَاتٍ وَاللَّهُ بِمَا تَعْمَلُونَ خَبِيرٌ ۝١١﴾ [المجادلة:11]، والغرض من الفعل في مثل هذه الجمل ليس إسناده إلى فاعل معيّن، بل إلى أي فاعل يمكن أن يكون.

### الاستغناء عن الفاعل
بعض الأفعال لا تحتاج إلى فاعل، لذا فلا يكون فاعلها مذكوراً في الجملة ولا هو محذوفاً، وقد يتوهم المرء خطأً أنَّه حُذف لسبب من الأسباب. وهذه الأفعال استغنت عن فاعلها استغناءً تاماً فهو غير موجود ولا يمكن أن يوجد لا ظاهراً ولا مُضمَراً، ويُطلق على الأفعال من هذا الصنف «الأفعال الساذجة» أو «الأفعال المفرغة» أو «الأفعال المفردة»، والمصطلح الأخير هو الأكثر شهرة، وسُمِّيت هذه الأفعال مفردةً لعدم قدرتها تكوين جمل فعلية. ويُفَرِّق النحاة بين مصطلحي «الفاعل المحذوف» و«الفاعل المستغنى عنه»، فالفاعل المحذوف موجود ومطلوب حتى يستقيم معنى الكلام، وذلك قبل أن تُوجِب أو تسمح مواضع بحدِّ ذاتها حذفه، وحتى يكتمل معنى الجملة بعد حذفه فلا بُدَّ من تراكيب لغوية تقوم مقامه وتملأ فراغه. بينما الفاعل المستغنى عنه ليس مطلوباً ليكتمل معنى الجملة، ولا ضرورة لمَلْءِ فراغَ انعدامه. ومن هذه الأفعال التي لا ترفع فاعلاً، الأفعال الناقصة التي تدخل على الجملة الاسمية فترفع المبتدأ وتنصب الخبر، مثل كان وأخواتها وأفعال المقاربة والرجاء والشروع، ففاعلها ليس محذوفاً مع أنَّه ليس موجوداً، وذلك لأنَّه لم يكن موجوداً أصلاً حتى يُحذَف، فهذه الأفعال لا تحتاج إلى فاعل حتى يوجد ويحذف في البداية. ومن الأفعال التي لا تحتاج إلى فاعل كان الزائدة، مثل: «الوَضعُ - كَانَ - مُعَقَّدٌ ويَتَحَسَّنُ تَدرِيجِياً» أو «لَم يَتَكَلَّم - كَانَ - عَالِمٌ»، و«كَانَ» هنا غير كان الفعل الناقص أو كان الفعل التام، وهي تأتي في صيغة الفعل الماضي فقط وتتوسط بين شيئين متلازمين كالمبتدأ والخبر كما في المثال الأول والفعل والفاعل كما في المثال الثاني، وفاعل كان الزائدة غير موجود ولا يمكن أن يوجد على الإطلاق.
ومن هذه الأفعال المستغنية عن الفاعل، الفعل الذي يأتي للتوكيد اللفظي، مثل: «احذَر - احذَر - الاحتِكَاكَ بِالمَرضَى» فالفعل الثاني هو توكيد لفظي الغرض منه التأكيد على معنى الفعل الأول، ولا يلحقه أي فاعل سوى فاعل الفعل الأول. والفعل إذا اتصلت به «مَا» التي تكفُّ العامل عن العمل لم يرفع فاعلاً ولا يعتبر كذلك محذوفاً وفقاً لبعض النحاة، مثل: «يَأمَنَكَ النَّاسُ طَالَمَا تَصدُقُ فِي قَولِكَ» حيث فاعل «طَالَمَا» لا يُذكر على الإطلاق ولا هو محذوف ولكنه غير موجود، لدخول ما الكافة على الفعل، وأفعال أخرى تدخل عليها ما الكافة مثل: «قَلَّمَا» و«كَثُرَمَا». غير أنَّ المسألةَ فيها خلاف، حيث يرى بعض آخر من النحاة أنَّ «مَا» هذه هي في الواقع حرف مصدري، والمصدر المسبوك منها ومن الجملة الفعلية التي تليها فاعل للفعل. ويفسر بعض النحاة عدم احتياج هذه الأفعال إلى فاعلٍ بشبهها بالحرف «رُبَّ»، وهي حجة يصفها عباس حسن أنَّها واهية. ويعتقد خليل عمايرة أنَّ «طَالَمَا» ومثلها «قَلَّمَا» و«كَثُرَمَا» ليست أفعالاً، بل هي في واقع الأمر أدوات، ويبرهن على ذلك بافتقار تلك الألفاظ إلى الدلالة على الحدث والزمان، وهما السمتان المشتركتان في جميع الأفعال، وينفي في الوقت نفسه أن تكون «طَالَمَا» مكونة من الفعل «طَالَ» بالإضافة إلى «مَا».
البعض يرى أنَّ الفعل المعطوف على فعل آخر منصوب أو مجزوم لا يحتاج إلى أيِّ فاعل، أما إذا عُطِفَ على فعل مرفوع فله وجهان، فيمكن أن يَرفَع فاعلاً مضمراً ويمكن أن يُضَمَّ إلى البقية ولا يوضع له فاعل، والفصل عند المُعرِب. وكذلك الفعل الذي يفصل بين المضاف والمضاف إليه، فلا يعمل في أي اسمِ. ويرى بعض النحاة أنَّ الفعل الذي يأتي مُفَسِّراً لفعل آخر محذوف وجوباً لا يحتاج إلى أيِّ فاعل، كالفعل الذي يأتي بعد اسم مرفوع مسبوق بأداة شرط، مثل الآية: «وَإِنْ أَحَدٌ مِّنَ الْمُشْرِكِينَ اسْتَجَارَكَ فَأَجِرهُ» حيث «أَحَدٌ» فاعل لفعل محذوف وجوباً تقديره «استجارك»، والفعل «اسْتَجَارَكَ» الظاهر في الآية مُفَسِّر للفعل المحذوف وفاعله غير موجود وغير محذوف طبقاً لرأي جماعة من النحاة، وعلى رأي نحاة آخرين فإنَّ فاعل «اسْتَجَارَكَ» هو ضمير مستتر عائد على فاعل الفعل المحذوف، وغيرهم يرى أنَّ الفاعل هو اسم مضاف إلى ضمير مستتر يعود على الفاعل الأول.

## تبعية الفعل للفاعل

### تأنيث الفعل تبعية للفاعل
الأصل إذا كان الفاعل مؤنثاً لُحِقَ بالفعل علامة التأنيث، وهي تاء التأنيث الساكنة التي تلحق بآخر الفعل الماضي، مثل: «كَتَبَت فَاطِمَةُ» وتاء التأنيث المتحركة التي تلحق بأول الفعل المضارع، مثل: «تَكتُبُ فَاطِمَةُ» أمَّا إذا اتصل بآخر الفعل المضارع نون النسوة فالأفضل عندها بدء الفعل بياء المضارعة، مثل: «المُعَلِّمَاتُ يُدَرِّسنَ» مع جواز بدء الفعل بتاء التأنيث المتحركة، مثل: «المُعَلِّمَاتُ تُدَرِّسنَ». بينما إذا كان الفاعل مذكّراً فالأصل أنْ يجرّد الفعل من علامات التأنيث، مثل: «كَتَبَ أَحمَدُ». ويجب التفريق بين تاء التأنيث المتحركة التي تدخل على أول الفعل المضارع للدلالة على التأنيث، وبين تاء المخاطبة التي تدخل أيضاً على أول الفعل المضارع ولكن لتوجيه الحديث نحو المخاطب، فيقال مثلاً: «لَا تَلعَب بِالنَّار» فالمخاطب هنا أو الفاعل ليس بالضرورة مؤنث أو مذكر، فالتاء هنا لم تأتِ للدلالة على الجنس.
والفعل في الأصل لا يؤنث أو يُذكر، ولكن يطلق عليه كذلك مجازاً. حيث تدخل تاء التأنيث في الأساس ليس لتأنيث الفعل، وإِنَّما للدلالة على تأنيث الفاعل أو نائب الفاعل. وتختلف حالة تأنيث الفعل من الجواز إلى الوجوب إلى المنع وفقاً لنوع تأنيث وحالة الفاعل الذي يسند إليه الفعل. وتجدر الإشارة إلى أنَّ الفاعل إذا كان اسماً مؤنثاً لغوياً ولا يمكن التفريق بين مذكره ومؤنثه، مثل مفرد اسم الجنس الجمعي، أي أنَّ اللفظ المؤنث يشمل كلاً من المذكر والمؤنث في المعنى، فيعامل باعتباره مؤنثاً ويؤنث الفعل تبعاً له، مثل: «مَاتَتْ بَقَرَةٌ» حيث تدخل علامة التأنيث على الفعل سواء أكانت «بَقَرَةٌ» في الواقع مذكراً أو مؤنثاً. وفي المقابل فإنَّ الألفاظ التي لا تؤنث لغوياً، أي الألفاظ التي لا تدخل عليها علامات التأنيث ولا يمكن التفريق بين مذكرها أو مؤنثها، تعامل باعتبارها اسماً مذكراً ولا تدخل علامة التأنيث على فعلها حتى وإن كان الفاعل مؤنثاً في المعنى، ومن هذه الأسماء اسم الجنس المفرد الخالي من التاء، مثل: «برغوث». أمَّا إذا كان بالإمكان التفريق بين الجنس المؤنث والمذكر، فتدخل علامات التأنيث في هذه الحالة على الفعل.
إذا أُضيف الفاعل إلى كلمة أخرى فقد يؤثر ذلك على تذكيره أو تأنيثه وفقاً لنوع الكلمة التي أُضيف إليها، وهو ما سيؤثر على تأنيث الفعل أو تذكيره ويسبب خروقاً لقواعد مطابقة الفعل للفاعل، فيمكن القول مثلاً: «كَتَبَت قَلَمُ الكَاتِبَةِ» فعلى الرغم من أنَّ القواعد تقضي بوجوب تذكير الفعل بحكم أن الفاعل اسم مفرد مذكر ظاهر لم ينفصل عن فعله، إلّا أنَّ تأنيث الفعل جائز لأنَّ الفاعل اكتسب من المضاف إليه نوعاً من التأنيث. ويشترط في ذلك أن يصح إسناد الفعل إلى المضاف إليه بدلاً من الفاعل، أي أنْ يصح إقامة المضاف إليه مقام الفاعل بعد حذفه بدون أن يحدث أي تغيّر في المعنى، وتُقَدَّر الجملة السابقة في حال إسناد الفعل إلى المضاف إليه على النحو: «كَتَبَتِ الكَاتِبَةُ» ويلاحظ أن لا خلل حدث في المعنى. أمّا في جملة مثل: «تَقَدَّمَ قَائِدُ الوَحدَةِ» فلا يصحُّ تأنيث الفعل وذلك لأنَّ إسناد الفعل إلى المضاف إليه يُحدث تغيّراً في المعنى. أمَّا في حالة عَطف اسم مذكر على فاعل مؤنث، فلا يؤثر هذا في تأنيث الفعل حتى وإن صحَّ إسناد الفعل إلى المعطوف، فيقال: «كَتَبَت عَائِشَةُ وأَحمَدُ الدَرسَ» بتأنيث الفعل. والعكس صحيح، إذا عُطِفَ على الفاعل المذكر اسم مؤنث فلا يؤثر هذا في تذكير الفعل، مثل: «كَتَبَ أَحمَدُ وعَائِشَةُ الدَرسَ». أمَّا إذا تقدّم على الفعلِ الفاعلُ والاسم المعطوف فيُوجَبُ في هذه الحالة تذكير الفعل، ولا يُنظَر في ذلك إذا كان المذكر هو الفاعل أو الاسم المعطوف، وهذا بالطبع إنْ صَحَّ تَقَدُّم الفاعل على فعله، مثل: «أَحمَدُ وعَائِشَةُ كَتَبَا الدَرسَ» أو «عَائِشَةُ وأَحمَدُ كَتَبَا الدَرسَ» بتذكير الفعل في الحالتين.
إذا كَان الفاعل يُقصد به لفظ معيّن، سواء كان هذا اللفظ في الواقع اسماً أو حرفاً أو فعلاً، فيُعامل باعتباره اسماً مفرداً مُذكَّراً ويُذَكَّر الفعل تبعية له، أو يُعَاملُ كاسم مفرد مؤنث ويُؤَنَّثُ الفعل تبعية له. فيُقال مثلاً: «يكفِينِي شُكراً» فالفاعل هنا ليس ذاتاً مجسدة في الواقع وإنَّما كلمة «شُكراً» في حدِّ ذاتها، ويجوز إذا كان الفاعل يقصد به لفظ أن يُذْكَر عامله أو أن يؤنث، والتذكير كما في المثال السابق على التأويل بكلمة «لَفظ»، فكأنَّما القائل في المثال عنى بقوله السابق: «يكفِينِي لَفظُ «شُكراً»» حيث «لَفظُ» المذكَّرة هي الفاعل والسبب وراء تذكير الفعل. وقد يؤنَّث العامل، مثل: «تكفِينِي شُكراً»، والتأنيث يأتي على التأويل بكلمة «كَلِمَة»، فكأنَّما القائل قصد: «تكفِينِي كَلِمَةُ «شُكراً»» حيث «كَلِمَةُ» هي الفاعل والسبب وراء تأنيث الفعل.

#### وجوب التأنيث
يؤنث الفعل تبعية للفاعل وجوباً في خمسة حالات، إذا أحصيت جميع الآراء. وهي على النحو:
1. فيؤنث الفعل وجوباً إذا كان الفاعل ضميراً مستتراً يعود على مؤنث حقيقي أو مجازي، مثل: ﴿وَالشَّمْسُ تَجْرِي لِمُسْتَقَرٍّ لَهَا ذَلِكَ تَقْدِيرُ الْعَزِيزِ الْعَلِيمِ ۝٣٨﴾ [يس:38] فالفعل المضارع «تَجْرِي» لُحِقَت به علامة التأنيث لأنَّ الفاعل هنا هو ضمير مستتر يعود على الشمس، والتي هي اسم مؤنث مجازي.[130][131][132] غير أنَّ ابن مالك يجيز تذكير الفعل إذا كان الفاعل ضميراً مستتراً عائداً على مؤنث مجازي، فيجوز القول على رأيه: «العَجَلَةُ دَارَ» أو «العَجَلَةُ يَدُورُ».[129]
2. ويُوجَبُ تأنيث الفعل كذلك إذا أُسند إلى اسم ظاهر حقيقي التأنيث ولا يفصله عن الفعل أي فاصل، مثل: «كَتَبَتْ فَاطِمَةُ الرِسَالَةَ» حيث أُلحق بآخر الفعل الماضي تاء التأنيث الساكنة لأنَّ «فَاطِمَةُ» مؤنث حقيقي غير منفصل عن الفعل. فإذا كان الفاعل مؤنثاً مجازياً غير حقيقي أو سبقه فاصلٌ ما جاز ألّا يؤنث فعله.[130][131][132] ويُستثنى من ذلك فِعْلَا المدحِ والذم «نِعمَ» و«بِئسَ» وما ماثلهما، حيث يجوز فيهما تذكير الفعل أو تأنيثه، أو الأفعال التي يكون فاعلها جمعاً فلها أحكام خاصة بها.[122][133][134] ويزعم بعض النحاة، لعلَّ أشهرهم ابن مالك وابن عقيل، أنَّ الفعل يجوز تذكيره حتى وإنْ كان الفاعل اسماً ظاهراً حقيقي التأنيث غير منفصل عن فعله.[134][135]
3. وعلى رأي الأغلبية، إذا كان الفاعل جمعَ مؤنثِ سالماً وجب تأنيث الفعل تبعية للفاعل، مثل: «انْطَلَقَتْ القَافِلاتُ».[136] ويستثني سعيد الأفغاني جمع المؤنث السالم الذي مفرده مؤنث لفظاً ولكنه مذكر تماماً في المعنى، فإنَّ التأنيث فيه جائز وليس واجباً، مثل: «ظهر الحمزات» أو «ظهرت الحمزات» لأنَّ الاسم المفرد «طلحة» قد يكون مؤنثاً لفظاً إلا أنَّه لا يدلُّ إلا على التذكير.[137] ويشترط عباس حسن استيفاء جمع المؤنث السالم جميع شروطه حتى يُوجبَ تأنيث فعله، أمَّا إذا خالف أحد الشروط، كما في المثال السابق، فيجوز تذكيره أو تأنيثه.[138] وتجدر الإشارة إلى أنَّ جماعة من النحاة الكوفيين أجازوا تذكير فعل جمع المؤنث السالم على الإطلاق، وبدون وضع قيود أو شروط لتذكيره.
4. وأيضاً إذا كان الفاعل ضميراً عائداً على جمع تكسير لمذكر غير عاقل، مثل: «العصور المظلمة انتهت».[127] وفي هذه الحالة، قد يؤنث الفعل إمَّا بالتاء أو بنون النسوة، مثل: «الحِجارُ تَكَسَّرَت» أو «الحِجارُ تَكَسَّرنَ».[139]
5. ويكتب بعض النحاة أنَّ الفعل يؤنث وجوباً إذا كان الفاعل ضميراً متصلاً بالفعل عائداً على مؤنث حقيقي أو مجازي، مثل: «العاملتان اجتهدتا».[127][131]

يختصر يوسف الصيداوي الحالات الخمس السابقة في حالتين فقط، فيذكر أنَّ الفعل يؤنث وجوباً إذا كان فاعله مؤنثاً حقيقياً ولم ينفصل عن فعله، والحالة الأخرى عندما يتقدم الفاعل المؤنث على الفعل. وبينما هناك الكثير من الشواهد التي تدعم وجوب تأنيث الفعل في الحالات الخمس السابقة، إلّا أنَّ هناك شواهد أخرى تخرق قواعد وجوب تأنيث الفعل، وهي شواهد نادرة ومنها بيت شعر للبيد يخاطب فيه ابنتيه حيث يقول فيه: «تَمَنّى ابنَتَايَ أن يَعيشَ أبُوهُما» فبحكم أنَّ الفاعل اسم مؤنث حقيقي لم ينفصل عن فعله، فالأصل وفق القواعد أن يؤنث الفعل الماضي على النحو: «تَمَنَّت»، وهو ما لم يحدث. وتفسير النحاة أنَّ لبيداً عنى بالفعل السابق أن يكون مضارعاً، ويجوز من الناحية الصرفية حذف تاء المضارعة التي تلحق بأول الفعل، حيث إنَّ الفعل قبل حذف التاء على الصورة: «تَتَمَنَّى».

#### جواز التأنيث

الصفحة الثامنة عشر من ألفية ابن مالك. يبدأ فيها الحديث عن الفاعل
انقر على الصورة للانتقال إلى ويكي مصدر لقراءة الملف

الصفحة 120 من شرح ابن عقيل على ألفية ابن مالك
انقر على الصورة للانتقال إلى ويكي مصدر لقراءة الملف

يؤنث الفعل تبعية للفاعل جوازاً في خمسة حالات:
1. فيؤنث الفعل جوازاً إذا كان الفاعل اسماً ظاهراً مجازي التأنيث، ولا يشترط في هذه الحالة وجود فاصل من عدمه، مثل: «حَكَمَتِ المَحْكَمَةُ» فيصحُّ القول كذلك «حَكَمَ المَحْكَمَةُ».[142][143] حيث صحَّ تأنيث الفعل باعتبار الفاعل مؤنثاً لغوياً، وصحَّ التذكير باعتبار أنَّ الفاعل ليس مؤنثاً في الواقع.[144] والتأنيث في هذه الحالة أكثر فصاحة من التذكير.[139]
2. ويؤنث جوازاً إذا كان الفاعل اسماً ظاهراً حقيقي التأنيث، ووقع بينه وبين الفعل أي فاصل ما عدا «إلّا» أو «غَير» أو «سوى»، مثل: «تستريح هناك العاملات» أو «يستريح هناك العاملات».[142][143][145] وذهب معظم النحاة إلى أنَّ تأنيث الفعل هو الأكثر فصاحةً في هذه الحالة،[125][139] ويرى سيبويه أنَّه كلما كان الفاصل بين الفعل والفاعل أطول أصبح تذكير الفعل أكثر استساغةً، أمَّا فاضل السامرائي فيكتب بما معناه أنَّ المعنى المفهوم والسياق المحيط هو الذي يُحدِّد الأسلوب الأكثر فصاحة، أهو تذكير الفعل أم تأنيثه، وبدون الالتفات إلى طول أو قصر الفاصل.[146] ويعود سبب تأنيث الفعل إلى الفاعل المؤنث الذي أسند إليه، وتفسير إمكانية تذكير الفعل هو الفاصل، حيث إنَّ بُعد الفاعل عن فعله أدى إلى ضعف الإسناد بينهما وضعف الحاجة إلى علامة تأنيث تدخل على الفعل. أما إذا كان الفاصل الحروف السابق ذكرها فالأولى تذكير الفعل.[144] ويجيز بعض النحويون تأنيث الفعل حتى إذا كان الفاصل بين الفاعل الحقيقي التأنيث وفعله هو أداة الاستثناء «إلّا» أو غيرها من أدوات الاستثناء، غير أنَّهم يفضّلون تذكير الفعل في هذه الحالة مع الإبقاء على جواز تأنيثه.[129]
3. ويؤنث الفعل أيضاً جوازاً إذا كان الفاعل جمع تكسير، سواء كان الاسم المفرد منه مذكراً أو مؤنثاً، مثل: «قَالَتِ الْأَعْرَابُ» أو «قال الأعراب». ويتضمن هذا أيضاً اسم الجمع، مثل «قوم» أو «نساء». واسم الجنس الجمعي المعرب دون المبني، مثل: «العرب» أو «الروم».[137][142][143] وذلك بإجماع النحاة على اختلاف مذاهبهم.[147] والأولى في هذه الحالة تذكير الفعل إذا كان مفردُ جمعِ التكسير مذكراً، وتأنيث الفعل عندما يكون مفرد جمع التكسير مؤنثاً.[139] ويعود سبب تأنيث فعل جمع التكسير حسب رأي بعض النحاة إلى التأويل بلفظ «جماعة» أو «فئة»، ويعود التذكير إلى التأويل بلفظ «جمع» أو «فريق». فإذا قال قائل: «كَذَبَ السَّحَرَةُ» بتذكير الفعل، فكأنَّما عنى بقوله: «كَذَبَ جَمعُ أَو فَرِيقُ السَّحَرَةِ». وكذلك في التأنيث فإذا قال: «كَذَبَتِ السَّحَرَةِ»، فكأنَّما عنى: «كَذَبَت جَمَاعَةُ أَو فِئَةُ السَّحَرَةِ».[144][148] ووفقاً لرأي جماعة من النحاة أغلبهم من المدرسة الكوفية، فإنَّ جواز التأنيث ليس خاصّاً فقط بجمع التكسير بل هو عام ينطبق على أيّ جمع كان، ويتضمن هذا جمع المذكر السالم وجمع المؤنث السالم.[ملاحظة:5] أمّا أبو علي الفارسي فيجيز التأنيث في كل جمع ما عدا جمع المذكر السالم حسب رأيه فإن التذكير فيه واجب.[149] ويوافقه الرأي فاضل السامرائي. ويجيز ابن مالك تذكير الفعل أو تأنيثه إذا كان الفاعل جمعَ مؤنثٍ سالماً.[150] ويجيز عباس حسن تأنيث فعل جمع المذكر السالم إذا لم يستوفِ الشروط، ويمنع التأنيث إن كان جمعَ مذكرٍ سالماً مستوفياً جميع شروطه.[151] أمّا جمهور البصريين فذهبوا إلى وجوب تأنيث فعل جمع المؤنث السالم الذي تأنيثه حقيقي، أما جمع المؤنث السالم مجازي التأنيث فإنَّ تأنيث فعله جائز حسب رأيهم وليس واجباً.[123] ويؤنث جوازاً فعل الملحق بالجمع المذكر السالم والملحق بالجمع المؤنث سالم.[152]
4. ويجوز تأنيث الفعل أو تذكيره إذا كان الفاعل اسماً مؤنثاً ظاهراً، و«نِعْمَ» أو «بِئْسَ» أو ما ماثلهما هو الفعل الذي أسند إليه.[142][143] وفي هذه الحالة أغلب الآراء تشير إلى أنَّ التأنيث هو الأكثر فصاحة.[139] وتأويل جواز التأنيث في هذه الحالة عند بعض النحاة هو أنَّ الفعل الجامد يجري مجرى المشتق فيُؤنث لذلك، وفي نفس الوقت فإنَّ الجمود فيه سبب لتذكيره.[153] ويرى نحاة آخرون أنَّ دلالة الفاعل على عموم الفعل على جنس معين السببُ وراء جواز تأنيث فعله أو تذكيره، مثل: «نِعمَ المُدَرِّسَةُ» فالمتكلم هنا لا يخصُّ بالمدح فرداً معيناً، وإنَّما يُعمِّمهُ على جنس كامل من المدرِّسات. فيجوز القول: «نِعمَتِ المُدَرِّسَةُ».[148]
5. ويؤنث الفعل جوازاً إذا كان الفاعل ضميراً منفصلاً مؤنثاً، واقعاً عليه الحصر، مثل: «مَا حَضَرَ إِلَّا هِيَ» أو «إنَّمَا حَضَرَ هِيَ». فيجوز القول كذلك: «مَا حَضَرَت إِلَّا هِيَ» «إنَّمَا حَضَرَت هِيَ».[137][154] والتذكير في هذه الحالة أفصح، مع تقبيح التأنيث.[139] إلَّا أنَّ المسألة فيها خلاف. فمن النحاة من يرفض قطعاً تأنيث الفعل في هذه الحالة.[123]
6. ويضيف بعض النحاة حالة أخرى وهي إذا كان الفاعل ضميراً عائداً على جمع تكسير لمذكر عاقل، مثل: «العُلماء أفتوا» فيجوز كذلك «العلماء أفتت».[144] والتذكير أفصح في هذه الحالة.[139]
7. إذا كان الفاعل جمعَ مؤنثٍ سالماً غير أنَّ مفرده مُذَكَّر تماماً في المعنى، وهو في الأصل لفظ مذكر جُمِعَ بألف وتاء زائدتين، مثل: «قَالَت الطَلحَاتُ» أو «قَالَ الطَلحَاتُ». والتذكير في هذه الحالة هو الأكثر فصاحة.[137][139]

وفي حالات الجواز هذه، الأغلب أن يكون تأنيث الفعل أو عدم تأنيثه متعلّقاً بما يُقصَد بالفاعل من معنىً، فبشكل عام إذا كان الفاعل لفظاً مذكراً قُصِدَ به معنىً مؤنثٌ فإن تأنيث الفعل في هذه الحالة يبدو مستساغاً، وكذا إذا كان الفاعل لفظاً مؤنثاً قصد به معنىً مذكرٌ فتذكير الفعل يصبح مقبولاً أيضاً. وقد ورد في القرآن عدد من الألفاظ مذكرة الفعل حيناً بينما يؤنث فعلها في أحيان أخرى وفق السياق الذي وردت فيه والمعنى المقصود بها، ومنها: الشفاعة، الموعظة، الظلالة، العاقبة، البينة، الصيحة. وفي المقابل فإنَّ أحمد الهاشمي يقر أن التأنيث هو الأولى، لأنه حسب قوله «الأصل ولا مقتضى للعدول عنه».

#### تذكير الفعل (منع التأنيث)
وفي المقابل فإن الفعل يُذَكَّر، أي لا تدخل عليه تاء التأنيث في الفعل الماضي ولا تاء المضارعة للمؤنث في الفعل المضارع، إذا كان الفاعل اسماً مفرداً مذكراً، مثل: «كَتَبَ الرَجُلُ». أو إذا كان اسماً مثنىً مذكراً، مثل: «تَقَاتَلَ الجَيشَان». أو إذا كان الفاعل جمعَ مذكرٍ سالماً، مثل: «عَمِلَ العَامِلُون»، أمّا الملحق بالمذكر السالم فإنَّه يجيز تذكير الفعل وتأنيثه في الوقت نفسه، مثل: «نقض بنو قريظة العهد» فيجوز كذلك القول «نقضت بنو قريظة العهد» حيث «بنو» من الملحقات بالجمع المذكر السالم. وجمع المذكر السالم هو الوحيد من الجموع الذي يوجب تذكير الفعل على رأي الأغلبية، إلا أنَّ هناك جماعة من النحاة الكوفيين يجيزون تأنيثه. والخلاصة أنَّ الفعل يذكر إذا كان الفاعل مذكراً. ولا يُفَرَّق في هذا ما إذا كان الفاعل اسماً ظاهراً أو ضميراً متصلاً أو منفصلاً أو مستتراً، طالما يكون الفاعل مذكراً فإنَّ الفعل يُذكَّر تبعاً له. ويوجَب تذكير الفعل أيضاً إذا كان الفاعل اسماً مؤنثاً انفصل عن فعله بالحرف «إلا» أو «غير» أو «سوى»، مثل: «ما حضر إلا عائشة». والسبب في ذلك هو أنَّ الفاعل - في المعنى - في الأصل اسم مفرد مذكر محذوف تقديره: «ما حَضَرَ أَحَدٌ إلا عائشةُ». حيث «عائشة» بدل منه. ويُستثنى من ذلك إذا كان الفاعل في هذه الحالة ضميراً بارزاً منفصلاً مؤنثاً، فيجوز تأنيثه مثل: «مَا حَضَرَتْ إِلَّا هِيَ» ويجوز تذكيره «ما حضر إلا هِيَ». مع تفضيل التذكير على التأنيث. غير أنَّ هذه المسألة ككل فيها خلاف، حيث يجيز بعض من النحاة تأنيث الفعل حتى وإنْ كان الفاعل مؤنثاً انفصل عن فعله بحروف الاستثناء، ووردت كذلك شواهد مخالفة لهذه القاعدة ومن ضمنها أبيات شعرية وآية قرآنية وفقاً لبعض القراءات.[ملاحظة:6] وكان الأخفش يوجب تذكير الفعل في هذه الحالة ويخصّ التأنيث بلغة الشعر فقط، أمَّا ابن مالك فهو يبيح تأنيث الفعل حتى في النثر. وتجدر الإشارة إلى أنَّ أداة الاستثناء «غير» أو «سوى» هي التي تُعرب فاعلاً، وتضاف إلى الاسم المؤنث بعدها.
ويُذَكَّر الفعل إذا كان الفاعل نون النسوة للغائبات، مثل: «وَالْوَالِدَاتُ يُرْضِعْنَ أَوْلَادَهُنَّ». ويذكر الفعل أيضاً إذا كان الفاعل مؤنثاً في اللفظ ولكنه مذكر تماماً في المعنى، حيث لا يشير إلى أي معنىً مؤنثٍ، مثل: «حمزة» أو «طلحة» فيقال «أتى حمزة». أمّا إذا كان الفاعل لفظاً مؤنثاً، وشمل معناه كلا من التذكير والتأنيث معاً، فيعامل كاسم مؤنث ويؤنث الفعل تبعاً له. ويزعم بعض النحاة أنَّ الفعل يُذَكّر وجوباً إذا كان الفاعل جمعَ مؤنثٍ سالماً منفصلاً عن فعله، فيمنع القول مثلاً: «ذَهَبَت إِلَى المَدرَسَةِ المُعَلِّمَاتُ».
هناك حالات أو صور للفاعل يكون فيها مؤنثاً تأنيثاً حقيقياً ولكن فعله لا يؤنث إطلاقاً، ولا يُنظرُ في ذلك مدى قُربه أو بُعده عن فعله أو نوع الفاصل الذي يفصله عن الفعل، ومن ذلك إذا كان الفاعل هو تاء الفاعل للمتكلِّم أو المخاطب العائد على مؤنث، مثل: «ذَهَبتُ لِلتَّسَوُّقِ» فلا يقال «ذَهَبتتُ لِلتَّسَوُّقِ». أو إذا كان الفاعل نون النسوة للغائبات، مثل: «ذَهَبنَ لِلتَّسَوُّقِ» فلا يقال «ذَهَبَتنَ لِلتَّسَوُّقِ». ويُستَثنَى من ذلك إذا أُسند فقط الفعل المضارع إلى نون النسوة، فيجوز تأنيثه في هذه الحالة كما سبق، مثل: «تَذهَبنَ لِلتَّسَوُّقِ». ومن هذه الحالات أيضاً إذا كَان الفاعل مجروراً بحرف الباء الزائد، ويُشترط لجر الفاعل بحرف الباء أن يكون فعله هو «كَفَى» الذي يأتي بمعنى حَسبَ، ولا تدخل علامة التأنيث على «كَفَى» إطلاقاً إذا كان فاعله مجروراً، حتى وإن كان الفاعلُ مؤنثاً حقيقياً، فيقال: «كَفَى بِفَاطِمَةِ أُمّاً» ولا يقال «كَفَت بِفَاطِمَةِ أُمّاً».
ويجوز تذكير الفعل في حالات الجواز التي سبق الحديث عنها.

### تأنيث العوامل الأخرى
بشكل عام تخضع بقية العوامل لنفس القواعد التي يخضع لها الفعل من ناحية التذكير أو التأنيث، غير أنَّ علامة التأنيث هي في الغالب تاء التأنيث المربوطة. فإذا كان الفاعل على سبيل المثال مؤنثاً لحق بآخر الصفة المشبهة باسم الفاعل تاء التأنيث المتحركة، مثل: «كِتَابٌ جَمِيْلَةٌ صَفَحَاتُهُ» حيث الفاعل «صَفَحَاتُ» اسم مؤنث مجازي. غير أنَّ هناك حالات لا تؤنث فيها هذه العوامل على الإطلاق وبدون مراعاة لقواعد المطابقة بين الفاعل وعامله، مثل صيغة «فَعُول» التي تأتي كمرادفة لصيغة اسم الفاعل، فلا تدخل عليها علامة التأنيث أبداً، ولا يؤنث أفعل التفضيل في بعض الحالات. أمّا بالنسبة لاسم الفعل فيظل على حاله ولا تطرأ عليه أي تغيّرات سواء كان الفاعل مذكراً أو مؤنثاً، ما عدا أسماء الأفعال التي تلحق بآخرها كاف المخاطب، حيث تفتح الكاف إذا كان الفاعل مفرداً مذكراً مثل: «هَاكَ مفتاحاً»، بينما تكسر الكاف إذا كان الفاعل مفرداً مؤنثاً مثل: «هَاكِ مفتاحاً». أمّا عند الجمع، فتدخل نون النسوة - بعد كاف المخاطب التي تبقى مضمومة - في حالة إذا كان الفاعل جمعاً مؤنثاً، مثل: «هاكُنَّ مفتاحاً». واسم التفضيل يماثل الفاعل من ناحية التذكير والتأنيث إذا اقترن بأل التعريف فقط. أمَّا في حال ما إذا تجرَّد من أل التعريف وتجرَّد كذلك من الإضافة فلا يطابق الفاعل من ناحية الجنس ويلزم التذكير دائماً. وإذا أُضيف اسم التفضيل إلى اسم نكرة، فهو يلزم التذكير ولا يؤنَّث. أما إذا أُضيف إلى معرفة فهو يطابق الفاعل من ناحية التذكير والتأنيث بشرط أن يؤول بما لا تفضيل فيه.

### تبعية الفعل للفاعل من حيث العدد
أمّا من حيث العدد، فيظل الفعل على حاله من الإفراد ولا تدخل عليه علامة التثنية أو الجمع، سواء كان الفاعل الظاهر اسماً مفرداً، مثل: «كَتَبَ الْكَاتِبُ»، أو كان اسماً مثنىً، مثل: «كَتَبَ الْكَاتِبَان» فلا يقال: «كَتَبَا الكَاتِبَان»، أو كان جمعَ مذكرٍ سالماً أو جمعَ مؤنثٍ سالماً أو جمع تكسير، مثل: «كَتَبَ الكَاتِبُون» فلا يقال: «كَتَبُوا الكَاتِبُون». ويلاحظ أنَّ الفعل يُجَرَّد من ضمائر التثنية والجمع إذا كان الفاعل اسماً ظاهراً مثنىً أو جمعاً. وتفسير ذلك لدى بعض النحاة هو أنَّ الفعل لا يسند إلّا إلى فاعل واحد فقط، فإذا - فرضاً - دخلت علامة التثنية على الفعل كألف الاثنين، سيكون الفعل عندها قد أُسند إلى الضمير المتصل وإلى الاسم الظاهر المثنى في الوقت نفسه، وهو أمر غير مقبول.
وهذا هو المتعارف عليه، إلّا أن هناك لغة من العربية تثنّي وتجمع الفعل تبعاً للفاعل، وهي لغة ضعيفة يعبرون عنها بلغة «أكلوني البراغيث»، مثل: «حَضَرَا الصَدِيْقَانِ». والأمر نفسه ينطبق على الجمع، حيث يقال: «حَضَرُوا الأَصْدِقَاءُ» وأيضاً «حَضَرنَ الصَدِيقَاتُ». وينسب البصريون هذه اللغة إلى قبيلتي طيئ وأزدَ شنوءة. وهي لغة يرى البعض أنَّها فصيحة، غير أنها ليست شائعة، ووصفها ابن هشام بالشذوذ. يرفض أغلب النحاة هذه اللغة تماماً، وتؤول شواهد في حالات مشابهة بتآويل تناسب السياق، مثل الآية الثالثة من سورة الأنبياء: «وَأَسَرُّوا النَّجْوَى الَّذِينَ ظَلَمُوا»، فيرفض النحاة أن يكون الفعل قد أُسند إلى واو الجماعة وإلى الاسم الموصول «الَّذِينَ»، وعوضاً عن هذا يعرضون احتمالية إبدال الاسم الموصول من واو الجماعة، أو أنَّ «الَّذِينَ» مبتدأ مؤخر وجملة «وَأَسَرُّوا النَّجْوَى» خبر مقدم.[ملاحظة:7] ويرى نحاة آخرون أنَّ ألف الاثنين وواو الجماعة ونون النسوة الداخلة على الفعل لتثنيته أو جمعه، هي في الواقع ليست ضمائر على الإطلاق وإنما مجرد علامات جمع أو تثنية لا محلَّ لها من الإعراب. فيكون «الَّذِينَ» في الآية السابقة هو الفاعل، وواو الجماعة علامة جمع لا محل لها من الإعراب. وهذا الرأي يعود بداية إلى سيبويه، وأخذ به نحاة كوفيون مثل أبو بكر الأنباري. أمَّا الفراء فلا يقبل زيادة حروف جمع أو تثنية على الفعل، فهو يراها ضمائر متصلة في محل رفع على الفاعلية، أمَّا الأسماء التي تليها فهي أيضاً مرفوعة على الفاعلية وإنما لعامل مضمر غير ظاهر. أمّا في الوقت الحاضر، فيكثر استعمال هذه اللغة في اللهجات الدارجة المتعامل بها في المحادثات اليومية، مع استعمال نون النسوة وألف الاثنين بدلاً من واو الجماعة. ويتخذ محمد عيد من استعمال العوام لهذه اللغة دليلاً على عدم صحة نسبتها إلى العربية الفصيحة.
بالنسبة للعوامل الأخرى غير الفعل من أشباه الأفعال فحكمها حكم الفعل في هذه المسألة، حيث تبقى على حالها ولا تجمع أو تثنى مهما كانت حالة الفاعل. وأفعل التفضيل يطابق الفاعل من ناحية العدد إذا كان مقروناً بأل التعريف، أمَّا إذا تجرَّد منها ومن الإضافة فهو يلزم الإفراد ولا يُثنَّى أو يجمع، أمَّا إذا أُضيف إلى اسم نكرة فلا يطابق الفاعل ويلزم الإفراد مثلما يكون عندما يُقرن بأل التعريف، وإذا أُضيف إلى اسم معرفة طابق الفاعل بشرط التأويل بما لا تفضيل فيه.

## تقدمه أو تأخره عن المفعول به
| فإنْ قَدَّمتَ المفعول وأخَّرتَ الفاعل جرى اللفظ كما جرى في الأوَّلِ، وذلك قوله: «ضَرَبَ زَيداً عَبدُ اللَّهِ». لأنَّكَ إِنَّمَا أَرَدتَ به مؤخَّراً ما أَرَدتَ بِه مُقَدَّماً. ولم تَرُدْ أن تشغُلَ الفعل بأول منه وإنْ كان مؤخَّراً في اللفظ، فمن ثم كان حدّ اللفظ أن يكون فيه مقدّماً، وهو عربي جيد كثير. كأنَّهم [إنَّما] يُقَدِّمُون الذي بيانه أهم لهم، وهم ببيانه أعنى وإن كانا جميعاً يهمّانهم ويعنيانهم |
| —سيبويه الكتاب (14/1-15) |

### فعل + فاعل + مفعول
الأصل أنْ يأتي الفاعل بعد الفعل مباشرة فيفصل بين الفعل والمفعول به، أي أن يتأخر المفعول به عن الفاعل وينفصل عن الفعل. وهذا لا يمنع من إمكانية أن يتقدم المفعول به على الفاعل، مثل: «كَتَبَ كِتَاباً المُؤَلِّفُ». أو أن يتقدم المفعول به على الفعل والفاعل، مثل: «كِتَاباً كَتَبَ المُؤَلِّفُ». وعادة ما يُقدَّم المفعول به عندما يتمحور حوله الحديث وعندما يقع عليه الاهتمام، ففي الجملة السابقة فإنَّ ما يهم المتكلم وما يقع عليه عنايته هو الكتاب أكثر من غيره، ولهذا قُدِّم. أمَّا إذا كان اهتمام المتكلِّم والمخاطب وما يعنيهما ينصبُّ حول الفاعل، فالأولى حينها والأكثر فصاحة إبقاء الفاعل مُقَدَّماً على المفعول به، فيقال: «كَتَبَ المُؤَلِّفُ كِتَاباً» إذا اُفتُرَِضَ انَّ شهرة الكاتب أكبر من شهرة الكتاب عند بداية صدوره مثلاً. إلَّا أنَّ من النحاة من يرى أنَّ الالتزام بالترتيب الأصلي أولى من تقديم المفعول، بدون اعتبار أيٍّ منهم أكثر أهمية في الحديث. وفي معظم الحالات يكون الأمر منوَّطاً بالمتكلم فله الحرية في تقديمه أو تأخيره. إلّا أنَّ هناك حالات معينة يوجب فيها تأخُّر المفعول به على الفاعل، وحالات أخرى يوجب فيها تقديمه.
ويشترط لتقديم المفعول به ألّا يحدث أيَّ لبس في المعنى، وإنْ حدث فيوجب عندها تأخير المفعول به. وعادة ما تتعلق حالات اللبس بتشابه العلامات الإعرابية بين الفاعل والمفعول به، فتحدث مثلاً عندما لا تظهر علامة إعراب الفاعل والمفعول لتعذر النطق أو ثقله فتقدر، مثل: «ضَرَبَ يَحْيَى عِيْسَى». أو إذا كان كلٌّ من الفاعل والمفعول من المبنيات، مثل: «ضَرَبَ هُوَ الَّذِي تَعرِفُهُ». فلا يجوز في هاتين الجملتين السابقتين تقديم المفعول به، فلا علامة إعرابية تظهر موقعه الحقيقي كمفعول به وتميزه عن الفاعل، وستختلط حينها الأدوار بحيث يصير في المثال الأول «عِيْسَى» هو الضارب و«يَحْيَى» المضروب. أمَّا إذا أُمِنَ اللبس فيجوز تقديم المفعول به، حتى مع تشابه العلامات الإعرابية بين الفاعل والمفعول، وذلك بوجود قرينة تدلُّ على الفاعل وتُمَيّزه عن المفعول. وقد تكون هذه القرينة لفظية، مثل: «رَأَتْ عِيسَى سَلمَى» فالقرينة في الجملة هي تاء التأنيث التي دخلت على الفعل الماضي، ومنها عرفنا أنَّ الفاعل مؤنث واستطعنا تمييزه عن المفعول، ومثال آخر هو اتصال ضمير بالمفعول به يعود على الفاعل، فيمكن بواسطته تمييز المفعول عن الفاعل، مثل: «بَلَّغَ هُدَاهُ عِيسَى». وقد تكون القرينة معنوية، مثل: «دَخَلَ المَبنَى مُوسَى» فعلمنا انطلاقاً من المعنى العام للجملة أنَّ موسى هو الذي دخل المبنى وليس المبنى الذي دخله، فهو الفاعل إذاً. ويُفَضِّلُ بعض النحاة تقديم الفاعل على المفعول به إذا لم تظهر على أيٍّ منهما العلامة الإعرابية، حتى بوجود قرينة تميّز بينهما، وذلك احترازاً من اللبس.
ولا يمكن كذلك تقديم المفعول به عندما يكون الفاعل ضميراً متصلاً بالفعل، لأنَّ الضمير المتصل بالفعل لا ينفصل عنه. مثل: «كَتَبتُ كِتَاباً». إلَّا أنَّ هذا لا يجدي نفعاً إذا تَقدَّم المفعول على الفعل، فهو بذلك يتقدّم على الفاعل حتى وإن كان الفاعل ضميراً متصلاً، فيقال: «كِتَاباً كَتَبتُ». ويظل الفاعل مقدّماً حتى عندما يكون المفعول ضميراً متصلاً أيضاً، بشرط ألّا يقع الحصر على أي منهما، مثل: «كَلَّمتُهُ» أو «كَلَّمتَنِي» حيث تقدم وجوباً تاء الفاعل للمتكلم في المثال الأول وللمخاطب في المثال الثاني على ضمائر هاء الغائب وياء المتكلم المنصوبة محلّاً على المفعولية. ولا يمكن أيضاً تقديم المفعول به عندما يكون محصوراً بإنَّما أو محصوراً بإلَّا، مثل: «إنَّما تمطِرُ السَّمَاءُ مَاءً» حيث وقع الحصر على المفعول به، فإنْ قُدِّمَ المفعول به على الفاعل سيحدث هذا تغيّراً في المعنى، بحيث يصير الفاعل هو من يقع عليه الحصر. غير أنَّ البصريين والفراء والكسائي وابن الأنباري يجيزون تَقَدُّم المفعول به على الفاعل عندما يكون المفعول محصوراً بإلَّا، فيجوز القول وفقاً لما ذهبوا إليه: «ما يُطيع إِلَّا الأبَ الابنُ»، ويستشهدون في ذلك بشواهد شعرية منها قول مجنون بني عامر: «مَا زَادَ إِلَّا ضِعفَ ما بِي كلامُها». وبيت شعري لدعبل يقول فيه: «ولَمَّا أَبَى إِلَّا جِمَاحاً فُؤَادُهُ». ويجيز عباس جسن تقديم المفعول به المحصور بأداة الحصر «إِلَّا»، بشرط تقديم أداة الحصر معه، غير أنَّ يفضّل تأخر المفعول به لمخالفة التقديم اللغة الشائعة ومخالفته الذوق الأدبي والبلاغي الرفيع حسب رأيه. ويرى بعض النحاة أنَّ الفاعل يُقَدَّمُ وجوباً على المفعول به عندما يكون ضميراً مستتراً عائداً على مذكور قبله، مثل: «الكَاتِبُ كَتَب كِتَاباً» ففاعل «كَتَب» هو ضمير مستتر عائد على «الكَاتِبُ»، وموضع استتار الفاعل يكون بين الفعل والمفعول به.

### فعل + مفعول + فاعل
في مقابل الحالات التي يوجب فيها الالتزام بالترتيب الأصلي بين الفاعل والمفعول به، فإنَّ هناك حالات أخرى يُوجَبُ فيها تَوسُّط المفعول به بين الفعل والفاعل، ويكون ذلك إذا اتصل بالفاعل ضمير يعود على المفعول به، فيوجب عندها تقديم المفعول به، مثل: «يُطِيعُ المُعَلِّمَ تَلمِيذُهُ» حيث الهاء ضمير متصل بالفاعل عائد على المفعول به أي «المُعَلِّمَ». ولا يجوز تأخَّر المفعول به في هذه الحالة، لكي لا يعود الضمير المتصل بالفاعل إلى متأخر لفظاً ومتأخر رتبة.[ملاحظة:7] غير أنَّ هناك نحاة يجيزون تأخّر المفعول به في هذه الحالة وعودة الفاعل إلى موضعه الأصلي تالياً الفعل، فيقال وفقاً لما ذهبوا إليه: «يُطِيعُ تَلمِيذُهُ المُعَلِّمَ» ومن أشهر هؤلاء ابن جني الذي أجاز هذه المسألة انطلاقاً من كثرة تقديم المفعول على الفاعل، بحيث صار تقديم المفعول به كالأصل وفقاً لرأيه. ومن نحاة الكوفة أبو عبد الله الطوال وابن هشام. إلَّا أنَّ ابن الشجري يجزم أنَّ أحداً لا يجيز هذه المسألة، وأنَّ تأخر الفاعل في هذه الحالة ممنوع باتفاق النحاة جميعهم. ولا يُشترط أن يتَّصل الضمير بالفاعل فقط، فقد يتصل بشيء ملازم له، كأن يتصل بجملة صلة الموصول إذا كان الفاعل اسماً موصولاً، مثل: «ضَرَبَ سَعِيداً الَّذِي يَبغَضُهُ». بنَصب «سَعِيداً» على المفعولية، وحلول «الَّذِي» في محل رفع فاعل.
ويتقدّم المفعول به وجوباً إذا كان الفاعل محصوراً بواسطة «إنَّما» أو «إِلَّا»، مثل: «إِنَّمَا يَخْشَى اللهَ مِنْ عِبَادِهِ الْعُلَمَاءُ» حيث حُصِرَتْ خشية الله على العلماء (الفاعل) دون غيرهم من العباد. والحالة الأخيرة التي يُوجَبُ فيها توسُّط المفعول به بين الفعل والفاعل هي إذا كان المفعول به ضميراً متصلاً بالفعل، والفاعل في هذه الحالة اسماً ظاهراً، فلا يمكن حينها أن ينفصل المفعول به عن الفعل ويتأخر عن الفاعل، مثل: «كَلَّمَكَ عُمَرُ» أو «يُسعِدُنِي وُجُودُكَ» حيث كاف المخاطب في المثال الأول وياء المتكلم في المثال الثاني ضمير متَّصل في محلِّ نصب مفعول به مقَّدم على الفاعل وجوباً.
غير أنَّ هناك شواهد شعرية لم تلتزم بالقواعد السابقة، وغالباً ما تُفسّر باعتبار أنَّ للشعر لغة خاصة به، ومن هذه بيت لسليط بن سعد يُذكر فيه: «جَزَى بَنُوهُ أَبَا الغَيْلاَنِ» حيث اتصل بالفاعل ضمير يعود على المفعول به، ومع ذلك لم يتوسّط المفعول به بين الفعل والفاعل. وأيضاً بيت آخر يُذكر فيه: «ما عابَ إِلاَّ لَئِيمٌ فِعْلَ ذي كَرَم» حيث وقع الحصر على الفاعل «لَئِيمٌ» ولم يتقدّم المفعول به.

### مفعول + فعل + فاعل
قد يُقَدَّم المفعول به على الفعل، وبهذا فهو يُقدم على الفاعل، مثل: «كِتَاباً قَرَأَ مُحَمَّدٌ». ويأتي هذه التقديم بمعنى التخصيص أو الحصر، أي أنَّ محمداً في الجملة السابقة قرأ كتاباً فقط، فيُستبعد مما قيل أنَّ محمداً قرأ أيضاً مقالاً أو صحيفة. وقد يأتي أيضاً لإزالة الوهم من ذهن المخاطب، فمن الممكن أنَّ المتكلِّم ألقى الجملة السابقة ليصحح فكرة خاطئة في ذهن المخاطب، ليبيّن له مثلاً أنَّ محمداً قرأ كتاباً ولم يقرأ مقالاً كما كان يظنُّ. وغالباً ما يكون تقديم المفعول على الفعل والفاعل جائزاً تحت تصرّف المتكلم، فله أن يقدّمه وله أن يؤخّره، إلَّا أنَّ هناك حالات يوجب فيها تقديم المفعول به على الفعل والفاعل. حيث يوجب تقديم المفعول به عندما يكون من الأسماء التي لها الصدارة في الكلام كاسم شرط، مثل: «أيَّاً تَفْعَلْ أَفْعَلْ». أو إذا كان المفعول به اسم استفهام، مثل: «كَمْ صَفْحَةً قَرَأْتَ؟»، ويُوجب تقديمه على الفعل عندما يكون مضافاً إلى اسم له الصدارة، مثل: «سَيَّارَةَ مَنِ استَعَرتَ؟». ويوجب تقديم المفعول به عندما يكون ضميراً منفصلاً يراد به التخصيص بحيث لو تأخر عن فعله لأصبح متصلاً، مثل «إِيَّاكَ نَعْبُدُ» فإن تأخّرَ المفعول به ستصير الجملة: «نَعبُدُكَ» وفي هذا تغيّرٌ في المعنى وضياعٌ للمعنى البلاغي وهو كما سبق الحصر والتخصيص. ويقدَّم المفعول به وجوباً عندما يقع فعله بعد فاء الجزاء التي تدخل على جملة الجواب لأسلوب شرط أداته «أمَّا» الظاهرة أو المقدّرة، وليس للفعل حينها أي مفعول آخر مقدم، مثل: ﴿فَأَمَّا الْيَتِيمَ فَلَا تَقْهَرْ ۝٩﴾ [الضحى:9] أو «أمَّا قَوَانِينَ المُرُورِ فَالتَزِم». ويُقَدَّم المفعول به هنا وجوباً ليفصل بين «أمَّا» والفعل، لكون الأداة لا يلحقها أيُّ فعل وخاصة الأفعال المقرونة بفاء الجزاء، فلا يقال مثلاً: «أمَّا فَالتَزِم قَوَانِينَ المُرُورِ». فإذا وقع فاصل غير المفعول به بين «أمَّا» والفعل، فيجوز عندها تأخير المفعول به، فيجوز القول على سبيل المثال: «أمَّا أَثنَاءَ وَقتِ الذَروَةِ فَالتَزِم قَوَانِينَ المُرُورِ».
في مقابل الحالات التي يوجب فيها تقدّم المفعول به على فعله، فهناك حالات أخرى يُمنع فيها ذلك ويُوجب تأخّره. وجميع الحالات التي يُمنع فيها تقدّم المفعول به على الفاعل، وقد سبق ذكرها، يُمنع فيها أيضاً تَقدّمه على الفعل، ما عدا وقوع الفاعل ضميراً متصلاً والمفعول به اسماً ظاهراً فيجوز عندها تقديمه على الفعل ولا يجوز تقديمه على الفاعل. ويمنع تقدّم المفعول به عندما يكون عامله هو فعل التعجب من صيغة «مَا أَفعَلَهُ»، مثل: «مَا أَصدَقَ كَلَامَهُ» برفع «كَلَامَ» على المفعولية. ويمنع ذلك أيضاً إذا كان المفعول به مصدراً مؤولاً من أنَّ ومعموليها، سواءٌ المشددة أو المخففة، مثل: «كَرِهتُ أنَّ السَماءَ سَتُمطِر» فلا يقال «أنَّ السَماءَ سَتُمطِر كَرِهتُ»، أمَّا إذا سُبقت الجملة بأداة شرط فيجوز ذلك، مثل: «إذا أنَّ السَماءَ سَتُمطِر كَرِهتُ». ويُمنع تَقدُّم المفعول به على عامله عندما يكون عامله واقعاً في صلة حرف مصدري ناصب للفعل، والحروف المصدرية الناصبة للفعل هي «أَنْ» و«كَي»، مثل: «يُزعِجُنِي أَنْ يُبغِضَ النَّاسُ بَعضَهُم» بنصب «بَعضَ» على المفعولية ومنع تقدّمه على فعله، أو مثل: «اصرُخ كَي يَسمَعَ النَّاسُ كَلَامَكَ» حيث «كَلَامَ» مفعول به مؤخر وجوباً، أمَّا إذا كان الحرف المصدري غير ناصب فيجوز تقدّم المفعول به. ولا يُقَدّم المفعول به عندما يتصل بآخر فعله نون التوكيد، وعندما يتصل بأول فعله لام الابتداء بدون أن يتقدّم على الفعل الحرف «إِنَّ». ولا يُقَدَّم المفعول به عندما يسبق فعله لام القسم، أو «قَد»، أو «رُبَّمَا»، أو «قَلَّمَا»، أو «سَوفَ». وعندما يكون الفعل مجزوماً بأحد حروف الجزم التي تجزم فعلاً واحداً، مثل: «لَا تُبغِضْ أَخَاكَ» فلا يجوز تقدّم المفعول به ووقوعه بين أداة الجزم والفعل، فلا يقال: «لَا أَخَاكَ تُبغِضْ» ولكن يجوز تقدّمه على الفعل بشرط تَقدّمه على الأداة أيضاً، فيقال: «أَخَاكَ لَا تُبغِضْ»، وحروف الجزم التي تجزم فعلاً واحداً هي: لَم، لَا الناهية، لام الأمر. أمَّا إذا جُزِمَ الفعل بأحد الحروف التي تجزم فعلين، فيجوز تقدم المفعول به على الإطلاق. والأمر نفسه ينطبق على حروف نصب الفعل، فلا يجوز للمفعول به أن يتوسّطَ بين الفعل والأداة، ولكن يمكن أن يسبق كليهما. وتجدر الإشارة إلى أنَّ حروف النصب والجزم لا تدخل إِلَّا على الفعل المضارع، فهو الوحيد الذي يُعرَب من بين الأفعال. ويمنع تقدُّم المفعول به على اسم الفعل وفاعله عندما يعمل فيه، وذلك على الإطلاق، فلا يقال: «كِتَاباً هَاكَ».

## أوضاع خاصة للفاعل

### فاعل نِعمَ وبِئسَ
الأفعال المخصصة للمدح والذم مثل «نِعمَ» و«بِئسَ» وما جرى مجراهما مثل «سَاءَ» ترفع فاعلاً له أحكام خاصة به. فهذه الأفعال تدخل عليها تاء التأنيث في مواضع خاصة بها، وذلك إذا كان الفاعل اسماً مؤنثاً ظاهراً، مثل: «نِعمَتِ المُدَرِّسَةُ فَاطِمَةُ»، وهي في هذه الحالة تشابه غيرها من الأفعال. وتدخل تاء التأنيث عليها إذا كان الفاعل ضميراً مفسراً بتمييز مؤنث، مثل: «نِعمَت مُدَرِّسَةً فَاطِمَةُ» (انظر الفقرة التالية). وتؤنث هذه الأفعال إذا كان المخصوص بالمدح أو الذم مؤنثاً، ولا يهم في ذلك جنس الفاعل، مثل: «نِعمَت المُدَرِّسُ فَاطِمَةُ». وجميع حالات التأنيث السابقة تكون على الجواز لا الوجوب.
وفاعل أفعال المدح والذم لا يمكن إلَّا أن يكون واحداً من هؤلاء الستة:
1. أن يكون معرّفاً بـ«أل» الجنسية، مثل: «نِعمَ الرَجُلُ سَعِيدٌ»
2. أن يكون مضافاً إلى معرّفٍ بـ«أل» الجنسية، مثل: «نِعمَ لِبَاسُ الرَجُلِ»
3. أن يكون مضافاً إلى مضافٍ إلى معرّفٍ بـ«أل» الجنسية، مثل: «نِعمَ أَزرَارُ لِبَاسِ الرَجُلِ»
4. اسم موصول يُقصَدُ به الجنس لا العهد، مثل: «بِئسَ الَذِي يُتَاجِرُ بِالمُخَدِّرَاتِ أَيمَنُ»
5. يأتي كذلك ضميراً مستتراً مُفَسَّراً بتمييز يلحقه، بشرط أن يكون الضمير للمفرد المذكر، وأن يتأخّر التمييز عن الفعل ويتقدم على المخصوص بالمدح أو الذم وأن يطابقهما في التذكير والتأنيث. مثل: «نِعمَ وَلَداً أَنتَ». ويشترط أيضاً للتمييز أن يكون له مثيل من نفس الصنف، فلا يقال مثلاً: «نِعمَ قَمَراً القَمَرُ».
6. كلمة «مَا». مثل: «بِئسَ مَا سَمِعتُ مِن أَنبَاءٍ».

### الفاعل المُفسَّر بالتمييز
قد يستتر الفاعل أحياناً بدون عودته إلى جهة معينة، ولكن يمكن تقديره أو استيعابه من تمييز يتأخر عن الفعل، ومن ذلك ما ذُكِرَ في الآية الخامسة من سورة الكهف: «كَبُرَت كَلِمَةً تَخرُجُ مِن أَفوَاهِهِم» فيلاحظ أنَّ فاعل «كَبُرَت» هو ضمير مستتر عائد على مؤنث، إلَّا أنَّ الضمير لا يعود على أي لفظ، وإذا قَدّرنا الفاعل بالمعنى نجده مُفسّراً بالتمييز الذي جاء بعده، فتُقَدّر الجملة بعد إظهار الضمير المستتر: «كبرت الكَلِمَةُ كلمةً». ومن ذلك أيضاً فاعل فعلي المدح والذم، عندما يُستتر ويُفَسَّر بتمييز يلحقه، مثل: «نِعمَ كِتَاباً هَذا الكِتَابُ». ويؤثِّر استتار الفاعل وتفسيره بالتمييز على المعنى العام للجملة، بحيث يخرج معناها من الإخبار إلى الإنشاء، فتتغير الجملة من جملة خبرية إلى إنشائية. فقد يُفيد معناها المدح أو الذم أو التعجب وغيرها من الأغراض الإنشائية. وقد يؤدّي إبدال الفاعل بالتمييز إلى تغيير معنى الفعل إلى النهي، مثل: «كَفَى أَعذَاراً» بمعنى انتهي عن التعذر.

## حذف الفعل
الأصل أنْ يُذكر الفعل مع الفاعل، إلّا أنَّه قد يُحذف في بعض الحالات. ويحذف الفعل جوازاً إذا دلَّ عليه دليل، كأنْ يُحذف من جملة الجواب لاستفهام ظاهر، بحيث يتضمن الاستفهام نظير الفعل المحذوف، مثل: «عُمَرُ» جواب للسؤال «من يطرق الباب؟»، حيث «عُمَرُ» فاعل لفعل محذوف جوازاً تقديره «يَطْرُقُ»، قُدِّرَ من نظيره في جملة الاستفهام. ومثل الاستفهام الظاهر يمكن أنْ يُحذف الفعل من جملة الجواب لاستفهام مُقَدّر، مثل: «جَاءَ رَمَضَانُ وبَدَأَ الصِيَامُ. الأطفال، الشباب، الشابات، الرجال، العجائز» فالاستفهام المقدر ويسمى أيضاً الاستفهام الضمني لا يظهر في الكلام ولا يُنطق به، ولكن يُفهم من السياق العام للجملة، فكأنَّ الشطر الثاني من الجملة السابقة جاء جواباً على سؤال طُرِحَ على المتكلم «مَن صَامَ؟»، وتقدير جملة الجواب قبل حذف الفعل: «صام الأطفال، صام الشباب، صامت الشابات...». ويُخذف الفعل إذا أُجيب به منفي، مثل القول: «عُمَرُ» جواب للنفي «مَا حَضَرَ أَحَدٌ»، وتقدير الجملة: «حَضَرَ عُمَرُ». وأيضاً الاسم الذي يؤتى به بعد أداة من أدوات الشرط يعرب فاعلاً لفعل محذوف، وخاصةً أداتي الشرط: «إنْ» و«إذا»، وذلك إذا جاء بعد أداة الشرط اسمٌ مرفوع ومن ثَمَّ تبعه فعل مُفَسِّر للفعل المحذوف يعمل في ضمير مستتر عائد على فاعل الفعل المحذوف، أو يعمل في اسم مضاف إلى ضمير يعود على فاعل الفعل المحذوف ويسمى هذا الاسم «المُلابس للفاعل»، والحذف في هذه الحالة وفقط هذه واجب، لعدم جواز الجمع بين المفسِّر والمفَسَّر في جملة واحدة. مثل الآية: «وَإِنْ أَحَدٌ مِّنَ الْمُشْرِكِينَ اسْتَجَارَكَ فَأَجِرهُ» حيث «أَحَدٌ» فاعل لفعل محذوف وجوباً تقديره «استجارك»، فتُقَدّر الجملة قبل الحذف «وإن استجارك اَحد من المشركين استجارك، فأجره». غير أنَّ بعض النحاة يرون أنَّ الفعل هنا مضمر وجوباً وليس محذوفاً على الإطلاق. وتجدر الإشارة إلى أنَّ هذه المسألة فيها خلاف، يعرب البعض «أَحَدٌ» فاعلاً مقدماً على فعله «استجار» (انظر: الخلاف حول تقدُّم الفاعل على عامله). ويُحذف وجوباً فعل المصدر المؤول من أنَّ ومعموليها إذا جاء بعد لو الشرطية، ويُقَدَّر الفعل المحذوف بمعنى: «ثَبَتَ»، مثل: «لَو أَنَّكَ عَلِمتَ لَمَا أَخطَأتَ» والجملة بعد إظهار الفعل المحذوف وتقدير المصدر المؤول: «لَو ثَبَتَ عِلمُكَ لَمَا أَخطَأتَ». وسبب الحذف كما يرى بعض النحاة هو دلالة «أنَّ» على الثبوت، وهو ما جعلها بمثابة مُفَسِّر للفعل، ولا يجوز الجمع بين المُفَسِّر والمُفَسَّر في جملة واحدة، ولهذا حُذِف الفعل المُفَسَّر بإنَّ.
تتناول معظم كتب النحو، قديماً وحديثاً، مسألة حذف الفعل في باب الفاعل. وهو ما يلقى انتقاداً من قبل البعض، باعتبار أنَّ هذه المسألة موضعها المناسب في باب الفعل لا الفاعل.

## مسائل خلافية

### تقدُّم الفاعل على عامله

الصفحة 27 من كتاب "أسرار العربية" ألَّفه أبو البركات الأنباري. يبدأ فيها الحديث عن الفاعل
انقر على الصورة للانتقال إلى ويكي مصدر لقراءة الملف

لا يجوز تقديم الفاعل على عامله على رأي أغلبية النحاة، ففي الجملة «المُؤَلِّفُ كَتَبَ كِتَاباً» فإنَّ «المُؤَلِّفُ» مبتدأ، حتى وإنْ كان فاعلاً في المعنى، والفاعل هنا هو ضمير مستتر عائد على المبتدأ، وتقدير الجملة بعد إظهار الضمير: «المُؤَلِّفُ كَتَبَ هُوَ كِتَاباً». وعادة ما ينسب هذا الرأي إلى مدرسة البصرة، التي تمنع تَقدُّم المعمول على العامل كقاعدة كلية. إلا أنَّ جماعة من النحاة تجوّز تقديم الفاعل على عامله، حيث «المُؤَلِّفُ» في الجملة السابقة هو فاعل مُقَدَّم، وعادة ما يُنسب هذا الرأي إلى الكوفيين.
غير أنَّ الزجاجي ينفي وجود مثل هذا الخلاف بين مدرستي البصرة والكوفة، ويكتب بما معناه أنَّ كُلّاً من نحاة البصرة والكوفة أجمعوا على انعدام الصحة في تقديم الفاعل على عامله، ونجد هذا القول أيضاً عند الرضي. ويذكر البطليوسي أنَّ نحاة الكوفة يجيزون تقدُّم الفاعل على عامله فقط في الضرورة الشعرية، ويمنعونه في دون ذلك. وينسب أبو جعفر النَّحاس القول بتقدم الفاعل على عامله إلى ثعلب وحده دون غيره من نحاة الكوفة. وينقل أبو حيَّان في كتابه تذكرة النحاة عن أبي عمرو الشيباني منعه تقديم الفاعل على عامله. ويكتب حمدي الجبالي أنَّ الفراء صرَّح في مؤلفاته أكثر من مرة بمنع تقدُّم الفاعل على عامله. وفي المقابل فإنَّ هناك كثير من النحاة المتقدمين والمتأخرين يرون هذه المسألة من أكثر المسائل خلافاً بين البصرة والكوفة. وهناك نحاة من خارج الكوفة قالوا بتقدّم الفاعل على عامله، ومن هؤلاء أبو جعفر النحاس.
وتتكرر هذه المسألة في جزم الفعل المضارع بأدوات الشرط، حيث يدور خلاف بين الكوفيين والبصريين حول إعراب «أَحَدٌ» في الآية السادسة من سورة التوبة التي يُذكر فيها: «وَإِنْ أَحَدٌ مِّنَ الْمُشْرِكِينَ اسْتَجَارَكَ فَأَجِرْهُ» فهي عند الكوفيين فاعل مقدَّم للفعل «اسْتَجَارَكَ». أمَّا نحاة البصرة الذين يمنعون تقدّم الفاعل على فعله وأيضاً يمنعون اتصال أدوات الشرط بالأسماء، فإنَّ «أَحَدٌ» فاعل لفعل محذوف تقديره «استجارك»، فتكون الآية بعد تقدير الفعل المحذوف على النحو: «وإن استجارك أحد من المشركين استجارك، فأجره». ويستشهد الكوفيون في إثباتهم جواز تقديم الفاعل على عامله بقول الزباء: «ما للجمال مشيها وئيداً» برفع «مشي» باعتباره فاعلاً مقدّماً للوصف «وئيداً». أمَّا البصريون فاختلفوا حوله، فبينما يذهب بعضهم إلى أنَّه مبتدأ خبره محذوف لسَدِّ الحال مسده وتقديره: «يظهر»، فإنَّ جماعة أخرى تُبيح تقديم الفاعل في هذه الحالة على وجه الضرورة، ولا تستنبط منها قاعدة عامة.
تظهر عدد من المسائل العالقة أمام من يقول بتقدم الفاعل على عامله، ويتخذ منها نحاة البصرة دليلاً على صحة ما ذهبوا إليه، ومن هذه الإشكاليات أنَّه لا يصحُّ أن يقال مثلاً: «الكاتبون كتب» بعد تقديم الفاعل على فعله. فمن القواعد المعروفة أنَّ الفعل لا يتغير بجمع أو تثنية الفاعل، وهو على عكس ما يُلاحظ هنا فإنَّ بقاء الفعل على حاله بدون دخول علامات الجمع والتثنية عليه يُخالف النطق السليم الذي نجده في العبارة: «الكاتبون كتبوا»، وهو ما يجده البصريون خرقاً صريحاً لأحد القواعد الأصولية للعلاقة بين الفاعل وفعله، ويستدلون من ذلك انعدام الصحة في تقديم الفاعل على فعله. ومن الإشكاليات أيضاً دخول «إنَّ» الناسخة على الجملة الفعلية التي فيها الفاعل مقدم على فعله، مثل: «إنَّ الأَرضَ تَدُورُ»، فهذا سيؤدي كما في المثال إلى نصب الفاعل باعتباره اسم إنَّ، وبالتالي فإنَّ الفعل حينها سيظلُّ بدون أي فاعل. تبرز هذه الانتقادات وغيرها للرأي القائل بتقديم الفاعل على عامله من نحاة كالمبرد وجماعة من البصريين قبله. وينتقد البصريون فكرة تقدم الفاعل على فعله بحد ذاتها، بغض النظر عن المشاكل الناجمة عن ذلك، باعتبار أنَّ الفعل مع فاعله يكونان وحدة لغوية مترابطة كصدر البيت مع عجزه يكونان بيتاً واحداً، حيث يعتمد معنى العجز على معنى الصدر ولا يكتمل معنى الصدر إلا بالعجز، فكما لا يمكن تقديم العجز على الصدر لا يمكن تقديم الفاعل على فعله. ووضع عبد الرحمن الأنباري سبعة أوجه يستدلُّ منها على العلاقة الوثيقة بين الفعل والفاعل، بحيث يصير كلاهما جزءاً من كلمة واحدة، فلا يصحَّ تقديم جزء على الآخر. وتبرز كذلك انتقادات أخرى من ناحية أنَّ تقدم الفاعل على فعله سيُحدث لبساً في المعنى بينه وبين المبتدأ.
وفي جملة مثل: «الرياضيون ركضوا»، فإنَّ من يأخذ برأي أهل الكوفة ويقول بتقدّم الفاعل على عامله ويعرب «الرياضيون» فاعلاً مقدّماً، يضطر إلى نفي الفاعلية عن واو الجماعة، فتصبح الواو مجرد علامة تدلُّ على الجمع لا محلَّ لها من الإعراب، وليست ضميراً متصلاً له موقع إعرابي.
يجوز تقدُّم معمول اسم الفاعل عليه، مثل: «مُحَمَّدٌ الدَّرسَ كَاتِبٌ» حيث الفاعل مُحَمَّدٌ تقدَّم على عامله كَاتِبٌ. ويشترط في ذلك ألَّا يكون اسم الفاعل مقترناً بأل التعريف، ولا يكون كذلك مجروراً بالإضافة، أو مجروراً بحرف جر أصلي، أمَّا إذا كان مجروراً بحرف جر زائد فيجوز تقديمه. أمَّا بالنسبة للمصدر العامل فلا يجوز تقديم معموله عليه إلَّا في حالة إذا كان نائباً عن فعله.

#### أغراض تقديم الفاعل على عامله
الأصل أن يأتي الفاعل مؤخراً عن فعله، ولا يُقدَّم أو يُستتر مع عودته إلى المبتدأ إلا لأغراض معينة، وهي كثيرة ومن أشهرها:
1. تصحيح الأفكار الخاطئة المفترض صحتها في ذهن المخاطب، كأنْ يُقال مثلاً: «مُحَمَّدٌ جَاءَ». جواباً على السؤال: «هل الذي جاء صالح؟» حيث قُدِّمَ الفاعل لأنَّه الأهم في الجملة وهو الذي تكمن فيه فائدة الحديث. فمن الثابت بين المتكلِّم والمخاطب أنَّ شخصاً ما قد جاءَ، فلم يعد الفعل نقطة مهمة في الحديث، إلا أنَّ الشكوك تحوم حول هوية الفاعل، حيث أخطأ المخاطب حين تكهّن أنَّ من جاء هو صالح، ولكي يصحح المتكلم هذه الفكرة الخاطئة التي تكوّنت في ذهن المخاطب لسبب ما، قدّم الفاعل حتى يلفت نظر المخاطب إليه، أو يؤكِّد على هوية الفاعل الذي قام بالفعل.
2. قَصر وتخصيص الفعل على الفاعل دون غيره. مثل: «مُحَمَّدٌ تَسَلَّقَ الشَجَرَةَ» فإنَّ الصورة الأولية البدائية التي تكوّنت في ذهن المخاطب بدون تمحيص أو تدقيق في الحقائق تُرَجِّح أنَّ محمداً وحده تسلّق الشجرة، أو أنَّ ما يهمُّ المتكلم والمخاطب أن محمداً تسلّق الشجرة دون الاهتمام بغيره ممن تسلّقوها، ولا يعني بالضرورة أنَّ هذا ما قصده المتكلم أو فهمه المخاطب. على عكس إذا قيل مثلاً: «تَسَلَّقَ مُحَمَّدٌ الشَجَرَةَ» فهنا فُتِحَ المجال لغير محمد ليفهم احتمال تسلّقهم الشجرة، مع إبقاء نوع من الاهتمام والتخصيص للفاعل.
3. للتبشير بمسرّة أو التحذير من مأساة. كأن يُقال مثلاً: «الأَمطَارُ تَسَاقَطَت والزَّرعُ اخضَرَّ» أو «البُركَانُ ثَارَ والنِيرَانُ انتَشَرَت».
4. للتعظيم من شأن الفاعل أو للتحقير من شأنه. مثل: «الملك أعطاني الجائزة» و «الكناس أهان سعيداً».
5. للتعجب. مثل: «البَقَرَةُ تَكَلَّمَت». أما إذا قُدِّمَ الفعل: «تَكَلَّمَت البَقَرَةُ» فسيعطي هذا انطباعاً بأنَّ الأمر معتاد أو متوقع وليس فيه شيء من الغرابة.
6. للسؤال أو الإخبار عن جنس الفاعل. فعندما يُسأل مثلاً بتأخير الفاعل: «هَل جاءَكَ رَجُلٌ؟» فالاستفهام في الجملة السابقة حول مجيء رجل أو عدم مجيئه، بدون الاستفهام عن جنس الذي جاء. أما إذا قيل: «هَل رَجُلٌ جَاءَكَ؟» بتقديم الفاعل تغيّر المعنى، حيث ثُبِتَ الآن أن شخصاً جاء، وصار الاستفهام حول جنس الفاعل، بمعنى: هل الذي جاء رجل أو امرأة؟
7. نفي الفعل عن الفاعل مع إثباته لغيره. كأن يقال مثلاً: «مَا مُحَمَّدٌ كَتَبَ عَلَى الجِدَارِ» حيث نفى المُتَحَدِّثُ أن يكون محمد هو الكاتب على الجدار، ولكنه يخبر أنَّ هناك يقيناً من فعل ذلك. أمَّا إذا تأخر الفاعل: «مَا كَتَبَ مُحَمَّدٌ عَلَى الجِدَارِ» فإنَّ المعنى يختلف، حيث ينفي المتحدث هذه المرة أيضاً أن يكون محمد قد كتب على الجدار، إلَّا أنَّه لا يُثبت أو ينفي أن هناك أحد غيره فعل ذلك أو لم يفعل. ويتكرر الأمر نفسه مع الاستفهام، فحين نقول: «أَمُحَمَّدٌ كَتَبَ عَلَى الجِدَارِ» فنحن نستفهم حول هوية الفاعل مع إثبات أنَّ هناك فعلاً من كَتَب على الجدار، أما إذا قُلنا: «أَكَتَبَ مُحَمَّدٌ عَلَى الجِدَارِ» فالاستفهام يقع حول ما إذا كتب محمد على الجدار أو لم يكتب، مع عدم إثبات أو نفي ما إذا كتب غيره على الجدار أو لا.

### مجيء الفاعل جملة
يذهب جمهور النحاة إلى أنَّ الفاعل لا يكون إلَّا «مُفرداً»، والمقصود بالمفرد هنا هو كلُّ تركيب لغوي ما عدا الجملة، ويندرج تحت هذا المصطلح أنواع الفاعل جميعها من الاسم الظاهر والضمائر بأنواعها والمصادر المؤولة. غير أنَّ هناك حالات يأتي فيها مدلول جملة مناسباً ليقوم بدور الفاعل، ومن هنا برز الخلاف فبينما الأغلبية يلجؤون إلى تفسيرات بديلة لا يكون فيها الفاعلُ جملةً، فإنَّ غيرهم يتجنبون تكلُّف هذه التفسيرات ويجعلون من الجملة فاعلاً. مثل: «وَتَبَيَّنَ لَكُم كَيفَ فَعَلنَا بِهِم». فيذهب من يقول بوقوع الجملة في محل رفع فاعل أنَّ الجملةَ «كَيفَ فَعَلنَا بِهِم» فاعل للفعل «تَبَيَّنَ». بينما في المقابل يرفض نحاة آخرون هذا الرأي ويفضِّلون تقدير الفاعل من مصدر الفعل، فيكون الفاعل في الجملة السابقة ضميراً مستتراً مقدراً من مصدر الفعل وتقديره «التَبيين»، وتقدير الجملة بعد إظهار الفاعل: «وَتَبَيَّنَ لَكُم التَبيين: كَيفَ فَعَلنَا بِهِم». وغيرهم يجيز وقوع الفاعل جملة بشرط أن تكون جملة الفاعل معلّقة بفعل قلبي وأداة التعليق فيها اسم استفهام، كما هو الحال في المثال السابق. ويجب التفريق بين وقوع الفاعل جملة وبين وقوعه محكيّاً بالقول، فالثاني جائز بإجماع النحاة. والجمل المحكية بالقول هي الجمل التي تُعَامل باعتبارها وحدة لغوية واحدة، فتُعَامل وكأنها اسم مفرد، مثل: «تَحيَا لَا إِلَه إِلَّا الله» بمعنى: «تَحيَا الكلمة».

### العامل في رفع الفاعل
اختلف النحاة حول العامل في رفع الفاعل، واستقر معظمهم على أنَّ الفعل هو العامل الأصلي، ويجوز لأسماء يتضمن معناها الفعل أن ترفع الفاعل. وللكوفيين آراء متعددة ومتضاربة حول هذه المسألة. وبعض هذه الآراء لا تنكر فقط أنَّ الفعل هو العامل الأصلي في رفع الفاعل، بل تنكر أيضاً إمكانية أن يرفع الفعلُ الفاعلَ. ويرى الكسائي، مؤسس المدرسة الكوفية في النحو، أنَّ الفاعل يُرفَع لدخوله في الوصف أي لتلبسه بالفعل. ويذهب كوفيون آخرون إلى أنَّ العامل في رفع الفاعل هو معنى الفاعلية نفسه، وليس للفعل أي تأثير في ذلك، وأشهر من أخذ بهذا الرأي هو خلف الأحمر. بينما الكسائي ومن ذهب مذهبه، ومنهم نحاة متأخرون من البصرة، يرون أنَّ الفاعلية ترفع الفاعل فقط في الأفعال المستعارة التي يكون فاعلها لغوياً ليس فاعلاً في الواقع، فيكون العامل الأصلي في رفع الفاعل هو فعل غير الفعل المسند إليه، وبما أنَّ هذا الفعل ليس ظاهراً ولا هو معلوم فيكون العامل هو فاعليته لذلك الفعل. وينتقد أبو البقاء العكبري ولاحقاً مهدي المخزومي هذا القول، لأنه في نهاية المطاف سيؤدي إلى عمل كل لفظ في ذاته. وهناك جماعة من نحاة الكوفة يوافقون أنَّ الفعل هو العامل في رفع الفاعل، والفراء هو أشهر من قال بهذا الرأي، وذهب مذهبه هشام بن معاوية. ويرى بعض النحاة أنَّ التشابه بين الفاعل والمبتدأ هو العامل في رفع الفاعل، من حيث إخبار الفعل عنه كما يخبر الخبر عن المبتدأ، ويرفض البعض هذا القول انطلاقاً من مبدأ كون المعاني لا تعمل في الأسماء. وبعضهم يجد في إسناد الفعل إلى الفاعل العامل وراء رفعه، ويُرَدُّ هذا القول باعتبار أنَّ الإسناد معنوياً هو الإضافة أو النسبة، وأنَّ الفعل يسند إلى الفاعل وأيضاً إلى المفعول به فكيف يكون الإسناد هو العامل في رفع الأول ولا يرفع الثاني. وغيرهم يذهب إلى أنَّ إحداث الفعل هو الذي رفع الفاعل، ويُرَدُّ هذا القول أيضاً باعتبار أنَّ هناك حالات لا يُحدِث فيها الفاعل نحوياً الفعلَ. ويستدل النحاة المتقدمين على عمل الفعل في الفاعل وأيضاً المفعول من تأثيره فيهما، وذلك لأنَّ بالفعل يتغير موقع الاسم الإعرابي من كونه مبتدأ إلى فاعل.

### تقديم الفاعل أو المفعول المحصور
أجمع النحاة على رفض تقديم الفاعل أو المفعول به في حالة الحصر بإنَّما، واختلفوا عندما يكون محصوراً بإلَّا أو مَا. فبينما يجيز البصريون تقدّم المفعول به على الفاعل عندما يكون محصوراً بإلَّا، فإنَّ الكوفيين اختلفوا فيما بينهم. فنجد الكسائي يجيز تقديم أو تأخير الفاعل أو المفعول به في هذه الحالة، باعتبار أنَّ اللبس موجود فقط في حالة الحصر بإنَّما. بينما الفراء يجيز تقديم المفعول به المحصور ويمنع تقديم الفاعل المحصور.

### التشكيك في الفاعل
يعتقد بعض النحاة المجدِّدين أنَّ الفاعل، كموقع إعرابي وكتركيب لغوي له دوره وتأثيره الخاص في الجملة، لا يوجد سوى في اصطلاح النحاة، وهو في واقع الأمر لا يختلف شيئاً عن غيره من الأسماء المرفوعة كنائب الفاعل أو المبتدأ، فهي جميعها أسماء مرفوعة مُسند إليها. وهذا بدون التشكيك في اشتمال الاسم المسند إليه على معنى الفاعلية عندما يأتي في الجملة الفعلية، فالتشكيك في الفاعل يكون نحوياً فقط. وتاريخياً ظهرت بوادر هذا الرأي عند عبد القاهر الجرجاني وتلميذه الزمخشري، اللذين أنكرا وجود نائب الفاعل ووحدا المصطلحات بين الفاعل ونائبه، وسار مسارهما ابن يعيش. ومن ثم أتى نحاة معاصرون تبنَّوا هذا الرأي ووسعوا دائرة توحيد المصطلحات لتشمل المبتدأ أيضاً، تحت سقف مصطلح واحد هو «المُسند إليه»، أخذوه من علماء البيان الذين يستعملون هذا المصطلح للإشارة إلى المرفوعات الثلاث.
ومن هؤلاء النحوي المصري المُجَدِّد إبراهيم مصطفى، فكتب في «إحياء النحو»: «وإذا تتبعنا أحكام هذه الأبواب [يقصد الفاعل ونائب الفاعل والمبتدأ]، لم نرَ ما يدعو إلى تفريقها، ورأينا في أحكامها من الاتفاق والتماثل ما يُوجِب أن تكون باباً واحداً يعفينا من تشقيق الكلام وتكثير الأقسام». وقال بهذا الرأي النحوي العراقي مهدي المخزومي، وأضاف إليهم اسم كان، فذكر في كتابه «في النحو العربي»: «إنَّ كُلاً من المبتدأ والفاعل ونائب الفاعل [وأضاف إليهم اسم كان في الفقرة السابقة]، يقوم مقام الفاعل عندهم في جميع أحكامه من كونه مرفوعاً، ومن مطابقة الفعل إيَّّا في النوع والعدد، فجميع هذه الموضوعات إنَّما جِيءَ بها ليُتَحَدَّثَ عنها بحديثٍ، أو ليُسنَد إليها، فهي جميعاً مسند إليه، وهي إذن موضوع واحد». ومع هذا التوحيد في المصطلحات نحوياً، يظل التفريق بينهم قائماً من ناحية المعنى، فنرى مهدي المخزومي يُفرق بين المبتدأ والفاعل من حيث إنَّ الأول يدل على الجمود والثبات وهو ما استدعى أن يكون المسند إليه جامداً، بينما الفاعل يدلُّ على التجدد الدائم لذا فإنَّ المسند إليه فعل أو وصف دال على التجدد.

### هوامش
1. 1 2 3 4  محمد أبو العباس، ص. 63
2. 1 2  سليمان الفياض، ص. 108
3. ↑  عباس حسن، ص. 63
4. ↑  فؤاد نعمة، ص. 45
5. ↑  محمد عيد، ص. 396-397
6. ↑  الدروس النحوية، ص. 432
7. ↑  فؤاد نعمة، ص. 48
8. ↑  عبد الله النقراط، ص. 72
9. ↑  سليمان الفياض، ص. 109
10. ↑  فؤاد نعمة، ص. 43
11. ↑  الفاعل: تعريفه – إعرابه – حالاته - نماذج لإعرابه. بقلم: د. فهمي قطب الدين النجار. تاريخ التحرير: 17 ذو الحجة 1435هـ الموافق فيه 12 أكتوبر 2014 نسخة محفوظة 06 أغسطس 2017 على موقع واي باك مشين.
12. ↑  علي مطر، ص. 320
13. ↑  عوض القوزي، ص. 35-36
14. ↑  عوض القوزي، ص. 51
15. ↑  عوض القوزي، ص. 48
16. ↑  عوض القوزي، ص. 106
17. ↑  عوض القوزي، ص. 128
18. ↑  علي مطر، ص. 320-321
19. ↑  علي مطر، ص. 322-328
20. ↑  علي مطر، ص. 323
21. ↑  أبو العباس المبرد، ج. 1، ص. 416
22. ↑  فاضل السامرائي (الجملة العربية والمعنى)، ص. 41
23. ↑  كريم الخالدي، ص. 217
24. ↑  عبد الرحمن الأنباري، ص. 60
25. ↑  عبد الرحمن الأنباري، ص. 60-61
26. ↑  محمود عمار، ص. 241
27. 1 2  محمد النادري، ص. 128
28. ↑  عباس حسن، ج. 2، ص. 68
29. 1 2 3  سعيد الأفغاني، ص. 188
30. ↑  محمد الحلواني، ص. 188
31. ↑  محمد الحلواني، ص. 188-189
32. ↑  محمد الحلواني، ص. 189
33. 1 2 3 4  محمد النادري، ص. 494
34. ↑  عبد الهادي الفضلي، ص. 112
35. ↑  محمود عمار، ص. 241-250
36. 1 2  عبد الله النقراط، ص. 73
37. ↑  أحمد الهاشمي، ص. 140
38. ↑  سعيد الأفغاني، ص. 185
39. ↑  عبد الهادي الفضلي، ص. 111-112
40. 1 2  محمد عيد، ص. 397
41. ↑  كاملة الكواري، ص. 253-254
42. 1 2 3  أحمد الهاشمي، ص. 113
43. ↑  عبد الهادي الفضلي، ص. 111
44. 1 2  مصطفى الغلاييني، ج. 1، ص. 155
45. ↑  محمد النادري، ص. 331
46. 1 2  محمد النادري، ص. 332
47. ↑  مصطفى الغلاييني، ج. 1، ص. 178-179
48. 1 2  محمد الحلواني، ص. 164-165
49. ↑  محمد النادري، ص. 147
50. ↑  محمد النادري، ص. 141-143
51. ↑  فاضل السامرائي (معاني النحو)، ج. 2، ص. 39
52. 1 2 3  عباس حسن، ج. 2، ص. 85
53. ↑  محمد الحلواني، ص. 168
54. ↑  مصطفى الغلاييني، ج. 3، ص. 280
55. ↑  محمد الحلواني، ص. 169
56. 1 2  محمد النادري، ص. 136
57. ↑  محمد الحلواني، ص. 169-173
58. ↑  محمد النادري، ص. 137
59. ↑  مصطفى الغلاييني، ج. 3، ص. 276-277
60. ↑  محمد الحلواني، ص. 165-166
61. ↑  مصطفى الغلاييني، ج. 3، ص. 277
62. ↑  محمد النادري، ص. 126-127
63. ↑  محمد النادري، ص. 125-126
64. ↑  مصطفى الغلاييني، ج. 3، ص. 279
65. ↑  محمد النادري، ص. 150-153
66. ↑  محمد الحلواني، ص. 175-177
67. ↑  مصطفى الغلاييني، ج. 3، ص. 282-283
68. ↑  مصطفى الغلاييني، ج. 3، ص. 283
69. ↑  محمد الحلواني، ص. 178
70. ↑  مصطفى الغلاييني، ج. 3، ص. 283-284
71. 1 2  محمد النادري، ص. 171
72. ↑  محمد الحلواني، ص. 177
73. ↑  معجم المصطلحات النحوية، ص. 140
74. ↑  عباس حسن، ج. 2، ص. 94
75. ↑  المنهاج الواضح للبلاغة نسخة محفوظة 7 يونيو 2015 على موقع واي باك مشين.، ص. 104[وصلة مكسورة] "نسخة مؤرشفة". مؤرشف من الأصل في 2015-06-07. اطلع عليه بتاريخ 2015-05-05.{{استشهاد ويب}}:  صيانة الاستشهاد: BOT: original URL status unknown (link)
76. ↑  ابن كمال باشا، ص. 98-99
77. ↑  كاملة الكواري، ص. 254
78. 1 2 3  سعيد الأفغاني، ص. 189
79. 1 2  محمد النادري، ص. 493-494
80. ↑  عباس حسن، ج. 2، ص. 65
81. ↑  يوسف الصيداوي، ص. 872
82. ↑  ابن كمال باشا، ص. 95
83. ↑  فاضل السامرائي (الدراسات عند الزمخشري)، ص. 347
84. ↑  علي مطر، ص. 332-333
85. 1 2  إبراهيم مصطفى، ص. 54
86. 1 2  جرجي عطية، ص. 208
87. ↑  يوسف الصيداوي، ص. 245-246
88. ↑  محمد عمايرة، ص. 139
89. ↑  محمد عيد، ص. 399
90. ↑  عبده الراجحي، ص. 183
91. ↑  عباس حسن، ج. 2، ص. 69-70
92. 1 2  جرجي عطية، ص. 205
93. ↑  فؤاد نعمة، ص. 46
94. 1 2  ابن كمال باشا، ص. 205
95. ↑  حمدي الجبالي، ص. 240-241
96. 1 2 3  كاملة الكواري، ص. 260
97. ↑  عباس حسن، ج. 2، ص. 70
98. ↑  أحمد عبد الغني، ص. 174
99. ↑  عباس حسن، ج. 2، ص. 108-109
100. ↑  محمد عيد، ص. 417
101. ↑  أحمد الهاشمي، ص. 121
102. ↑  جرجي عطيه، ص. 210
103. ↑  محمد عيد، ص. 411
104. 1 2  عباس حسن، ج. 2، ص. 97
105. ↑  عبد الرحمن الأنباري، ص. 64
106. ↑  جرجي عطية، ص. 210
107. ↑  عبد الله النقراط، ص. 76
108. ↑  محمد أبو العباس، ص. 66
109. ↑  محمد عيد، ص. 411-412
110. ↑  فاضل السامرائي (معاني النحو)، ج. 2، ص. 62-68
111. ↑  أحمد عبد الغني، ص. 39-40
112. ↑  خليل عمايرة، ص. 139-140
113. ↑  عباس حسن، ج. 1، ص. 579
114. 1 2  عباس حسن، ج. 2، ص. 72-73
115. ↑  خليل عمايرة، ص. 141
116. ↑  خليل عمايرة، ص. 142
117. ↑  أحمد عبد الغني، ص. 40
118. ↑  أحمد عبد الغني، ص. 168-169
119. 1 2 3  عباس حسن، ج. 2، ص. 77
120. ↑  الدروس النحوية، ص. 120
121. ↑  القواعد الأساسية في النحو والصرف، ص. 86
122. 1 2  عبد الهادي الفضلي، ص. 114
123. 1 2 3  فاضل السامرائي (معاني النحو)، ج. 2، ص. 52
124. ↑  عباس حسن، ج. 2، ص. 76
125. 1 2  كاملة الكواري، ص. 257
126. ↑  عباس حسن، ج. 2، ص. 84
127. 1 2 3 4  أحمد الهاشمي، ص. 115
128. ↑  سعيد الأفغاني، ص. 187
129. 1 2 3 4  عباس حسن، ج. 2، ص. 79
130. 1 2  القواعد الأساسية للنحو والصرف، ص. 86-87
131. 1 2 3  محمد عيد، ص. 403
132. 1 2 3  جرجي عطية، ص. 206
133. ↑  كاملة الكواري، ص. 259
134. 1 2  عباس حسن، ج. 2، ص. 78-79
135. ↑  يوسف الصيداوي، ص. 879
136. 1 2  عبد الله النقراط، ص. 74
137. 1 2 3 4 5  سعيد الأفغاني، ص. 186
138. ↑  عباس حسن، ج. 2، ص. 81
139. 1 2 3 4 5 6 7 8  محمد النادري، ص. 498
140. ↑  يوسف الصيداوي، ص. 244-245
141. ↑  محمد عيد، ص. 403-404
142. 1 2 3 4  عبد الله النقراط، ص. 75
143. 1 2 3 4  القواعد الأساسية في النحو والصرف، ص. 87
144. 1 2 3 4 5  أحمد الهاشمي، ص. 116
145. ↑  محمد عيد، ص. 404
146. ↑  فاضل السامرائي (معاني النحو)، ج. 2، ص. 53
147. ↑  محمد عيد، ص. 405
148. 1 2  عباس حسن، ج. 2، ص. 80
149. 1 2  يوسف الصيداوي، ص. 244
150. ↑  كاملة الكواري، ص. 258
151. ↑  عباس حسن، ج. 2، ص. 82
152. 1 2 3  جرجي عطية، ص. 207
153. ↑  أحمد الهاشمي، ص. 116-117
154. ↑  عباس حسن، ج. 2، ص. 83
155. ↑  محمد أبو العباس، ص. 65
156. 1 2 3 4  أحمد الهاشمي، ص. 117
157. 1 2 3  محمد النادري، ص. 499
158. ↑  الدروس النحوية، ص. 434
159. ↑  يوسف الصيداوي، ص. 878
160. 1 2  النحو الأساسي، ص. 321
161. ↑  عباس حسن، ج. 2، ص. 82-83
162. ↑  عباس حسن، ج. 2، ص. 84-85
163. 1 2  محمد النادري، ص. 165، ص. 167-168
164. ↑  القواعد الأساسية للنحو والصرف، ص. 86
165. ↑  النحو الأساسي، ص. 320
166. 1 2  أحمد الهاشمي، ص. 114-115
167. ↑  جرجي عطية، ص. 205-206
168. 1 2  محمد عيد، ص. 400
169. 1 2 3  محمد النادري، ص. 495
170. ↑  عباس حسن، ج. 2، ص. 74
171. 1 2  كاملة الكواري، ص. 256
172. ↑  حمدي الجبالي، ص. 139
173. 1 2  شوقي ضيف، ص. 35
174. ↑  محمد عيد، ص. 402
175. 1 2 3  محمد أبو العباس، ص. 64
176. ↑  فاضل لسامرائي، ج. 2، ص. 48
177. ↑  زمن الجمالي، ص. 78
178. ↑  فاضل لسامرائي، ج. 2، ص. 50-51
179. 1 2 3  الدروس النحوية، ص. 435
180. 1 2  عبد الله النقراط، ص. 75-76
181. 1 2 3  النحو الأساسي، ص. 322
182. 1 2  جرجي عطية، ص. 207-208
183. 1 2 3  ابن كمال باشا، ص. 96
184. ↑  محمد النادري، ص. 496
185. ↑  يوسف الصيداوي، ص. 877
186. 1 2  عباس حسن، ج. 2، ص. 87
187. ↑  كاملة الكواري، ص. 261
188. ↑  ابن كمال باشا، ص. 96-97
189. ↑  زمن الجمالي، ص. 79
190. ↑  حمدي الجبالي، ص. 239
191. 1 2  أحمد الهاشمي، ص. 118
192. ↑  محمد عيد، ص. 407-408
193. ↑  فاضل السامرائي (معاني النحو)، ج. 2، ص. 51
194. ↑  عباس حسن، ج. 2، ص. 89-90
195. ↑  محمد عيد، ص. 409
196. ↑  كاملة الكواري، ص. 262
197. ↑  عباس حسن، ج. 2، ص. 90-93
198. ↑  محمد النادري، ص. 945-946
199. ↑  سعيد الأفغاني، ص. 26
200. ↑  محمد النادري، ص. 946-947
201. ↑  كاملة الكواري، ص. 946-947
202. ↑  فاضل السامرائي (معاني النحو)، ج. 2، ص. 61
203. ↑  محمد عيد، ص. 397-398
204. ↑  عبد الهادي الفضلي، ص. 113-114
205. ↑  محمد النادري، ص. 495-496
206. ↑  عباس حسن، ج. 2، ص. 75-76
207. ↑  ابن كمال الباشا، ص. 97
208. ↑  يوسف الصيداوي، ص. 870
209. ↑  يوسف الصيداوي، ص. 245، ص. 172
210. ↑  حمدي الجبالي، ص. 233-236
211. 1 2 3  زمن الجمالي، ص. 75
212. ↑  يوسف الصيداوي، ص. 246
213. ↑  عبد الهادي الفضلي، ص. 113
214. ↑  فاضل السامرائي (معاني النحو)، ج. 2، ص. 40
215. ↑  حمدي الجبالي، ص. 237
216. ↑  عبد الرحمن الأنباري، ص. 62-63
217. ↑  يوسف الصيداوي، ص. 868
218. ↑  مصطفى الغلاييني، ج. 3 ص. 281-282
219. ↑  مصطفى الغلاييني، ج. 3 ص. 278
220. ↑  فاضل السامرائي (معاني النحو)، ج. 2، ص. 40-44
221. ↑  أحمد عبد الغني، ص. 49
222. ↑  عباس حسن، ج. 2، ص. 66-67
223. ↑  حمدي الجبالي، ص. 133-134
224. 1 2  أبو البقاء العكبري، ص. 175
225. ↑  حمدي الجبالي، ص. 74-75
226. ↑  حمدي الجبالي، ص. 238
227. ↑  علي مطر، ص. 322-323
228. ↑  إبراهيم مصطفى، ص. 53
229. ↑  مهدي المخزومي، ص. 71
230. ↑  مهدي المخزومي، ص. 73
231. ↑  عباس حسن، ج. 2، ص. 69
232. ↑  محمد النادري، ص. 494-495
233. ↑  محمد عيد، ص. 406
234. ↑  محمد عيد، ص. 401
235. ↑  شوقي ضيف، ص. 34-35